# Bangladeschische Cricket-Nationalmannschaft
Die bangladeschische Cricket-Nationalmannschaft (bengalisch বাংলাদেশ জাতীয় ক্রিকেট দল), deren Spieler auch unter dem Spitznamen The Tigers bekannt sind, vertritt Bangladesch auf internationaler Ebene in der Sportart Cricket. Das Team wird vom Bangladesh Cricket Board (BCB) geleitet und ist seit 2000 Vollmitglied im International Cricket Council. Die Mannschaft besitzt somit Teststatus.
Bangladesch ist die zehntälteste Nationalmannschaft im Test Cricket und bestritt seinen ersten Test 2000 gegen Indien. Größte Erfolge bei Turnieren waren das zweimalige Erreichen der Super 8 bzw. des Viertelfinales bei Cricket World Cups (2007 und 2015), das Halbfinale bei der Champions Trophy 2017, das sechsmalige Erreichen der zweiten Runde bei T20 World Cups (2007, 2014, 2016, 2021, 2022 und 2024) sowie dreimal das Finale beim Asia Cup (2012, 2016 und 2018).

## Geschichte

### Cricket in Bengalen
Cricket gelangte im 18. Jahrhundert mit der Britischen Ostindien-Kompanie nach Bengalen. Das erste überlieferte Cricketspiel fand 1792 in Kalkutta statt, doch möglicherweise war Cricket bereits ein Jahrzehnt früher gespielt worden. Jedenfalls erlangte der Sport in Westbengalen und im angrenzenden Bihar rasch an Beliebtheit. In Ostbengalen, dem heutigen Bangladesch, entwickelte sich Cricket etwas langsamer, da dieses Gebiet bis in die zweite Hälfte des 19. Jahrhunderts hinein keine große Anzahl europäischer Kolonisten anzog. Erst später ließen sich Europäer in Dhaka nieder und wie im angrenzenden Indien war Cricket eine ihrer beliebtesten Freizeitaktivitäten. 1876 besiegte in Dhaka eine European XI eine Native XVIII (die Ziffern entsprechen der Anzahl an Spielern).
Beim ersten Besuch einer englischen Auswahlmannschaft auf dem indischen Subkontinent traf 1889/90 eine Auswahl Bengalens auf G. F. Vernon’s XI. Im Januar 1923 spielte Bengalen beim Nagpur Provincial Tournament gegen eine Auswahl Bombays und eine Central Provinces XI. 1934 rief der indische Verband BCCI die Ranji Trophy ins Leben, Bengalen nahm jedoch nicht am ersten Turnier 1934/35 teil. Im Dezember 1934 erhielt Bengalen First-Class-Status, als es gegen die Besucher aus Australien antrat, jedoch mit neun Wickets unterlag. Im Januar 1936 nahm Bengalen an der Ranji Trophy teil, spielte in der östlichen Zone und unterlag im Halbfinale gegen Madras. 1937 wurde Bengalen Vizemeister und gewann schließlich 1939 die Ranji Trophy. Damals war Bengalen faktisch eine westbengalische Mannschaft. Der Mannschaftssitz befand sich in Kalkutta und die Heimspiele fanden im dortigen Eden Gardens statt. Im Februar 1941 folgte das erste wichtige Spiel in Dhaka, als eine Bengal Governor’s XI gegen Bengal Gymkhana im Dacca Stadium spielte.

### Cricket in Ostpakistan
Zwischen den Saisons 1954/55 und 1970/71 nahmen 13 ostpakistanische First-Class-Mannschaften an Pakistans Cricketturnieren – der Quaid-e-Azam Trophy und der Ayub Trophy – teil, viele dieser Mannschaften jedoch nur während einer oder zwei Saisons. Die aktivsten Mannschaften waren East Pakistan (neun Saisons), Dhaka University, East Pakistan Greens und East Pakistan Whites (jeweils drei Saisons). Chittagong ist ein Beispiel dafür, wie sporadisch ostpakistanische Mannschaften an den nationalen Turnieren teilnahmen. Zwischen 1959/60 und 1965/66 sollte die örtliche Mannschaft zu drei Spielen antreten, die jedoch alle abgesagt werden mussten. Einige der ostpakistanischen Mannschaften bestritten First-Class-Matches gegen die besuchenden Mannschaften Indiens (1954/55) und des Marylebone Cricket Clubs (1955/56). Im Januar 1955 war Ostpakistan erstmals Austragungsort eines Test Matches, als Indien im Bangabandhu National Stadium in Dhaka zu Gast war. Hier wurden während den gesamten 1960er Jahren hindurch wichtige Spiele, einschließlich Tests, ausgetragen. Das M. A. Aziz Stadium in Chittagong wird seit 1954 für First-Class-Matches verwendet; der erste Test fand jedoch erst 2001 hier statt, als Bangladesch Simbabwe empfing.
Das letzte vollständige First-Class-Match in Ostpakistan war am 26. Februar bis 1. März 1971 jenes zwischen einer Pakistan Cricket Board XI und der besuchenden International XI in Dhaka. Das Spiel endete in einem Remis und der letzte Spieltag fiel mit der Auflösung des Parlaments durch Yahya Khan zusammen, was zum Ausbruch des Bangladesch-Krieges führte. Die International XI verließ Dhaka am darauf folgenden Tag Richtung Lahore und spielte dort ein weiteres Match, bevor ihre Tour endete. Zwei für März geplante Spiele der Quaid-e-Azam Trophy in Dhaka fanden aufgrund des nationalen Notzustandes nicht mehr statt.

### Assoziiertes Mitglied des ICC

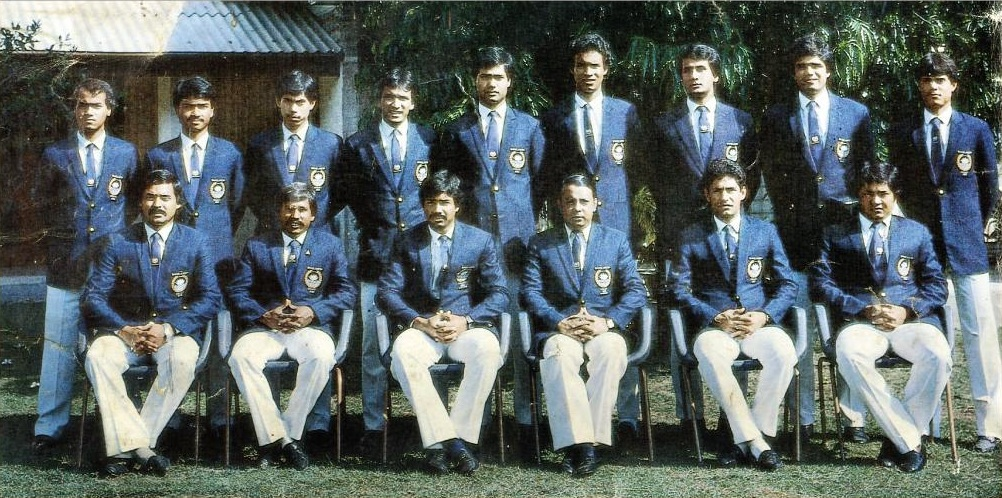
Bangladeschs offizielles internationales Debüt erfolgte beim Asia Cup 1986

Bis 1947 war Bangladesch Teil Britisch-Indiens und anschließend bis 1971 Teil Pakistans, sodass es jeweils als Teil dieser Staaten Teststatus besaß. Nach der Unabhängigkeit musste sich das Team neu formieren. 1972 gründete die Regierung das Bangladesh Cricket Board, damals Bangladesh Cricket Control Board genannt. Der Verband hatte den Auftrag, das Cricket in der neuen Nation zu organisieren. Im Nachhall des dritten indisch-pakistanischen Krieges war dies jedoch keine leichte Aufgabe. Laut Barclays World of Cricket befand sich das National Stadium in Dhaka im Frühjahr 1975 in einem verfallenen Zustand. Nachdem die Probleme der Nachkriegsphase überwunden waren, erfreute sich das Cricket in Dhaka zunehmender Beliebtheit und im Februar und März 1973 fand das erste nennenswerte Turnier auf Klubebene statt, das Dhaka Metropolis Knockout Tournament. Ein nationales Klubturnier wurde 1974/75 erstmals ausgespielt und fand bis 2015 in den meisten Saisons statt. Sponsor war 1983/84 der britische Tabakwarenhersteller W.D. & H.O. Wills, danach bis 1993/94 PepsiCo. Dennoch war es nie ein First-Class-Turnier. Der Status war vergleichbar mit league cricket in England und grade cricket in Australien.
Das größte Problem ging der Verband zu Beginn der Saison 1976/77 an. Im Januar 1977 stellte er die erste bangladeschische Cricket-Nationalmannschaft für ein Spiel gegen den besuchenden Marylebone Cricket Club im Bangabandhu National Stadium zusammen. Der MCC spielte auch gegen die North Zone, East Zone and South Zone, womit diese Teilnehmer der jährlichen Bangladesh Cricket League erstmals ein internationales Spiel bestritten. Obwohl der MCC bekannte County-Cricketspieler in ihren Reihen hatte, besaßen dessen Spiele während der Tour 1976/77 keinen First-Class-Status. Bangladesch beeindruckte den MCC dennoch und so erhielt das Land 1977 den Status als assoziiertes Mitglied des ICC. Die erste Nationalmannschaft, die Bangladesch besuchte, war jene Sri Lankas im Januar 1978. Sri Lanka war damals kurz davor, Testnation zu werden (was 1982 erfolgte) und unterstrich seinen höheren Standard mit mehreren Innings-Siegen in den drei Spielen gegen Bangladesch. Das Spiel in Dhaka, das am 13. Januar 1978 begann und von Sri Lanka mit einem Innings und neun Runs gewonnen werden konnte, war Bangladeschs Debüt im internationalen Cricket, aufgrund des geringen Standards des Cricket in Bangladesch besaß es jedoch keinen First-Class-Status.
Bangladesch war eine von 15 Mannschaften, die an der ersten ICC Trophy 1979 teilnahmen. Dieses Turnier gab den Nicht-Testnationen die Möglichkeit, sich für den Cricket World Cup 1979 in England zu qualifizieren. Bangladesch, angeführt vom Kapitän Raqibul Hasan, gewann und verlor je zwei Spiele, versäumte es jedoch, über die erste Runde hinauszukommen. Mit seinem Sieg beim South-East Asia Cup im Februar 1984 qualifizierte sich Bangladesch für den Asia Cup 1986. Am 31. März 1986 bestritt Bangladesch sein erstes ODI gegen eine Testnation. Angeführt von Gazi Ashraf, wurde Bangladesch für 94 Runs ausgebowlt und Pakistan gewann mit sieben Wickets. Das zweite ODI gegen Sri Lanka ging ebenfalls verloren und Bangladesch landete auf dem letzten Tabellenplatz.
Als Gastgeber nahm Bangladesch am Asia Cup 1988 teil; während dieses Turnieres wurden (im Nachhinein) die ersten ODIs in dem Land ausgetragen, es verlor jedoch alle Spiele. Bei der ICC Trophy 1986 erzielte Bangladesch zwei Siege, die nächsten Turnierteilnahmen erfolgten beim Austral-Asia Cup 1990, dem Asia Cup 1990, 1995 und 1997 sowie mehreren anderen Tri-Nations-Turnieren, der erste ODI-Sieg gelang jedoch erst 1998. Diese 22 verlorenen Spiele hintereinander waren ein neuer Negativrekord. Bangladeschs erster ODI-Sieg erfolgte gegen Kenia in Indien, dank Mohammad Rafique, der wichtige 77 Runs erzielte und drei Wickets nahm. Er erzielte in der Partnerschaft mit Athar Ali Khan für das erste Wicket 137 Runs. Athar selbst trug 47 Runs bei. Im Oktober 1998 war Bangladesch Gastgeber der ersten ICC KnockOut (der späteren ICC Champions Trophy), einem K.O.-Turnier der damaligen Testnationen, nahm jedoch selbst nicht an dem Turnier teil. Bangladesch beteiligte sich an den ICC Trophies 1979, 1982, 1986, 1990 und 1994 und gewann das Turnier 1997 in Malaysia. Damit qualifizierte es sich erstmals für den Cricket World Cup 1999, nachdem es die vorhergehenden Weltmeisterschaften verpasst hatte. Aminul Huq Moni, der damalige Generalsekretär des Verbands, ließ das AstroTurf im Abahani Cricket Field und das Bangabandhu National Stadium errichten, sodass den Spielern zwei volle Saisons zur Verfügung standen, um sich auf die Pitches der ICC Trophy 1999 vorzubereiten. Bangladesch nahm 1999 an seinem ersten World Cup in England teil und erzielte seinen ersten Sieg gegen das assoziierte Mitglied Schottland. Im Gruppenspiel in Northampton gelang ein Überraschungssieg gegen die Testnation Pakistan mit 62 Runs. Bangladesch erreichte 223/9 in seinen 50 Over und Pakistan erreichte in seinem Innings nur 161 Runs, nachdem der Wicket-Keeper Khaled Mashud mehrere pakistanische Spieler ausschieden ließ und Khaled Mahmud mit seinem Bowling 3/31 in zehn Over erzielte. Mahmud erhielt die Auszeichnung als „Man of the Match“. Bangladesch gelang es nach drei Niederlagen in seinen fünf Spielen nicht, sich für die Super Six zu qualifizieren. Der Erfolg gegen den späteren Vizeweltmeister Pakistan half Bangladesch, im folgenden Jahr Teststatus zu erhalten.
In Vorbereitung auf den Teststatus erfolgte 1999/2000 in Bangladesch die Gründung eines First-Class-Turniers, dessen Spiele jedoch erst ab der Saison 2000/01 über diesen Status verfügten. Das Fehlen einer etablierten First-Class-Struktur im Land kurz vor dem ersten Test Match gilt als einer der Gründe dafür, dass sich die Mannschaft im wichtigsten Cricket-Format schwer tat. Die West Indies besuchten Bangladesch im Oktober und gewannen beide ODIs der Serie. Im Mai und Juni 2000 war Bangladesch Gastgeber des Asia Cup 2000; das Team verlor alle drei Spiele und die Niederlage gegen Pakistan mit 233 Runs war die damals höchste. Im Oktober nahm Bangladesch an der ICC KnockOut 2000 in Kenia teil und das einzige Spiel endete mit einer Niederlage gegen England.

### Erste Jahre als Testnation

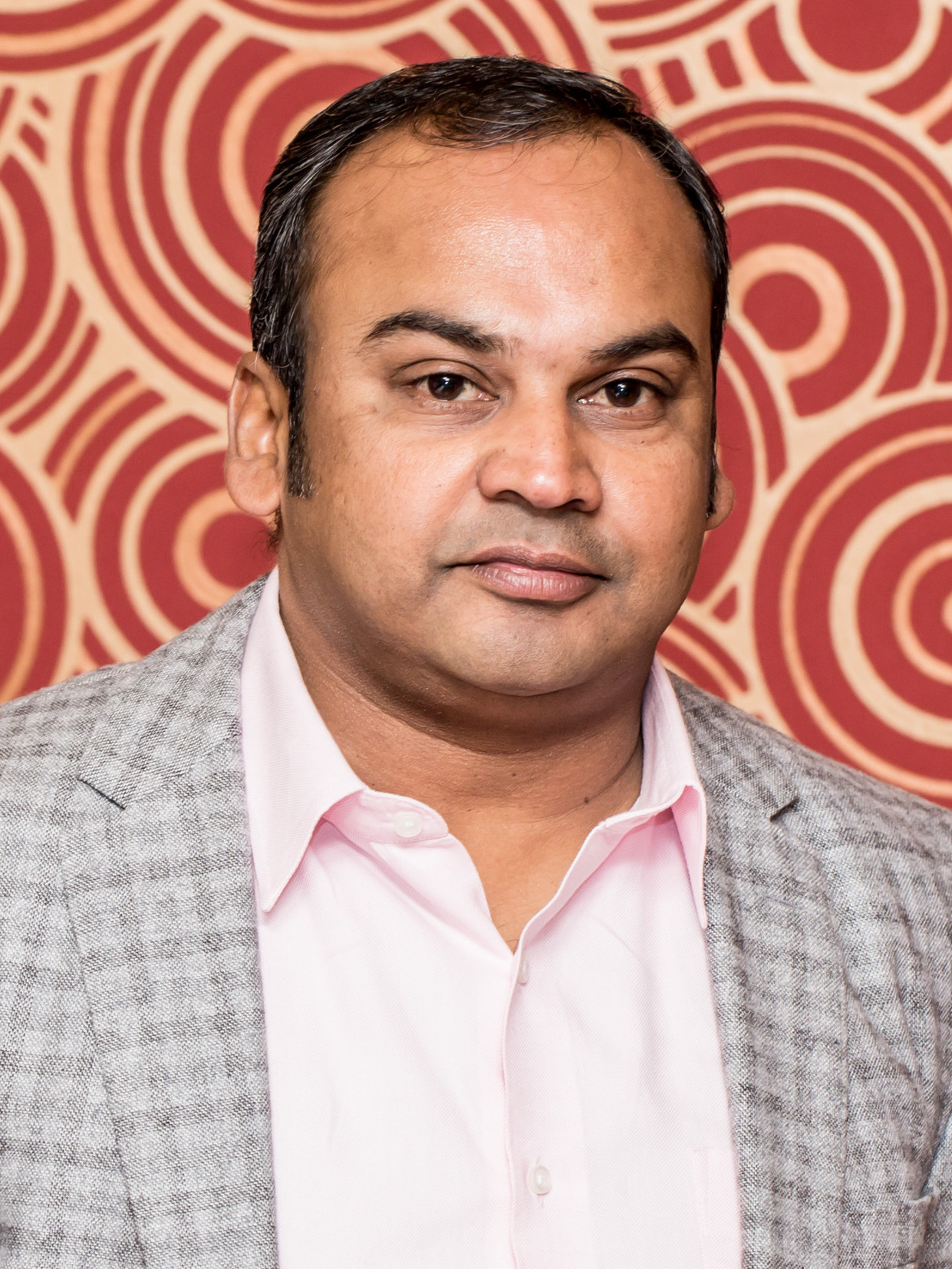
Naimur Rahman war Bangladeschs Kapitän im ersten Test

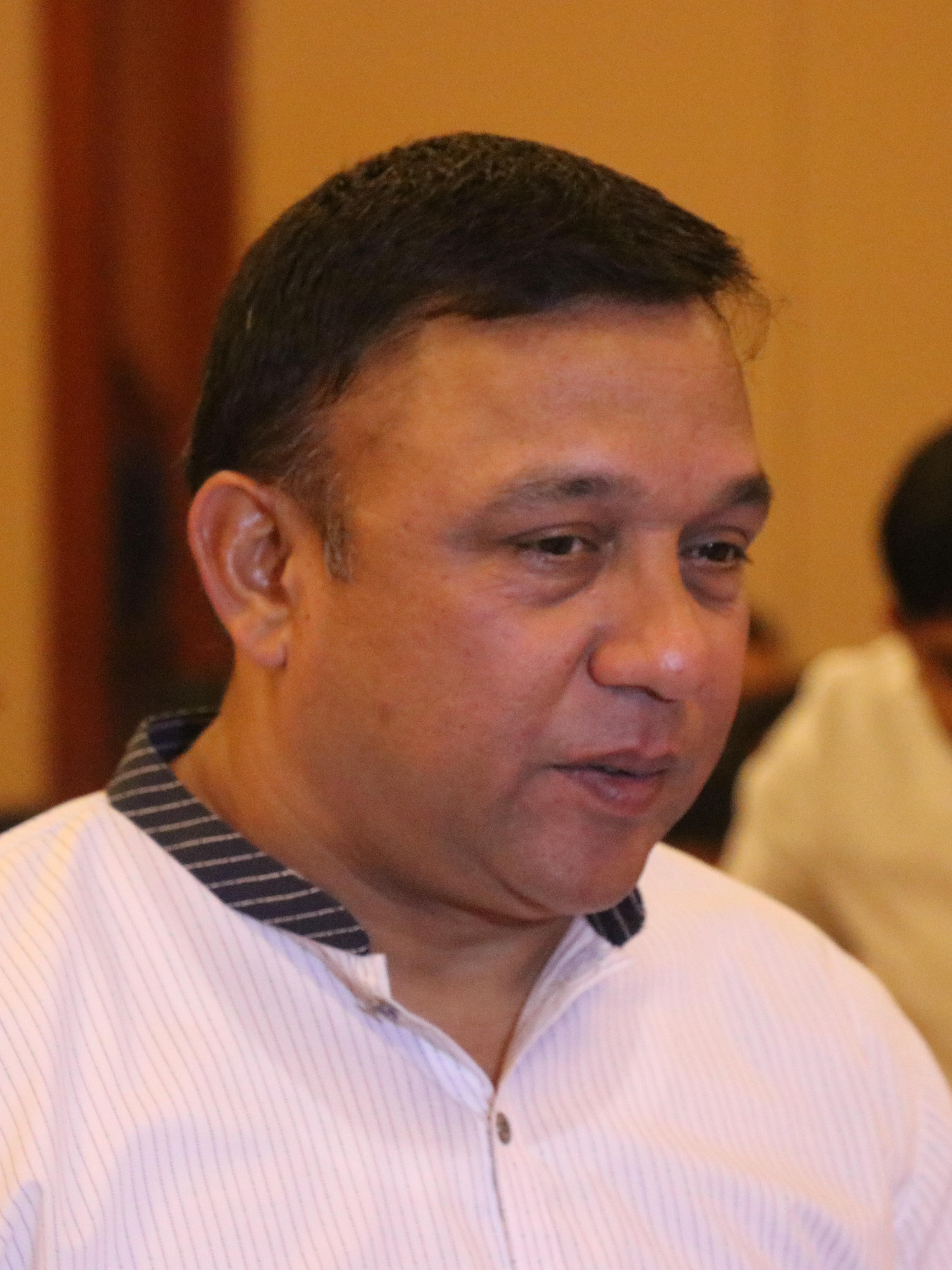
Khaled Mahmud war 2003 und 2003/04 Bangladeschs Kapitän

Den ersten Test trug die Mannschaft im November 2000 gegen Indien aus. Bangladesch, angeführt von Naimur Rahman, unterlag jedoch mit neun Wickets. Aminul Islam Bulbul erzielte 145 Runs im ersten Innings und wurde der erste Cricketspieler, der im ersten Test seiner Mannschaft ein Century erzielte; Rahman nahm sechs Wickets für 132 Runs, das zweitbeste Bowling im ersten Test einer Mannschaft. Im April 2001 besuchte Bangladesch Simbabwe für zwei Tests und drei ODIs, verlor jedoch alle fünf Spiele. Bangladesch nahm an der Asian Test Championship 2001/02 teil, dies war das zweite und letzte Turnier dieser Art. Bangladesch verlor beide Tests jeweils mit einem Innings. Der Debütant Mohammad Ashraful wurde der jüngste Spieler, der ein Test-Century in seinem ersten Spiel erzielte. Im November empfing Bangladesch Simbabwe für zwei Tests und drei ODIs. Der erste Test musste wegen des schlechten Wetters verkürzt ausgetragen werden und endete in einem Remis. Nachdem das Team seine ersten fünf Tests verloren hatte, war dies das erste Mal, dass Bangladesch eine Niederlage vermied. Simbabwe gewann jedoch alle anderen Spiele. Nach der Testserie ersetzte der Wicket-Keeper Khaled Mashud Rahman als Kapitän. Einen Monat später besuchte Bangladesch Neuseeland für zwei Tests. Bangladeschs Batter taten sich in den ungewohnten Gegebenheiten schwer und die Mannschaft erlitt zwei Niederlagen jeweils mit einem Innings.
Im Januar 2002 verlor Bangladesch zwei Tests und drei ODIs gegen Pakistan. Damit hatte es zehn der ersten elf Tests verloren; nur Südafrika hatte eine ähnliche Niederlagenserie erlitten und verlor ebenfalls zehn seiner elf ersten Tests. Als Bangladesch im Juli und August nach Sri Lanka tourte, widerfuhr der Mannschaft die höchste Niederlage, die Sri Lanka einem Test-Cricket-Gegner bis dahin zugefügt hatte: mit einem Innings und 196 Runs. Bangladesch verlor beide Tests sowie alle drei ODIs und erlitt seine 50. Niederlage in 53 ODIs. Zwei Niederlagen gegen Australien und Neuseeland in den Gruppenspielen der ICC Champions Trophy 2002 bedeuteten das Ausscheiden in der Vorrunde. Im Oktober folgten in Südafrika whitewash-Niederlagen im Test- und ODI-Cricket. Die letztgenannte Niederlage bedeutete einen neuen Negativrekord für die meisten ODI-Niederlagen (23), den vorherigen Rekord hatte ebenfalls Bangladesch gehalten. Als die West Indies im November und Dezember zu Besuch waren, verlor Bangladesch beide Tests und zwei der drei ODIs. Bangladesch erlebte mehrere Tiefpunkte am dritten Tag des ersten Tests: das schlechteste Innings-Ergebnis (87 Runs), das niedrigste match aggregate (226) und die höchste Niederlage in den 16 Tests bisher (mit einem Innings und 310 Runs).
Beim Cricket World Cup 2003 im Februar und März in Südafrika, Kenia und Simbabwe verlor Bangladesch fünf seiner sechs Spiele, einschließlich der Spiele gegen Kanada (das seit dem Cricket World Cup 1979 kein internationales Cricket mehr gespielt hatte) und Kenia (das noch ins Halbfinale vorstieß). Im Nachgang der Weltmeisterschaft ersetzte Habibul Bashar Khaled Mashud als Kapitän. Während Südafrikas Besuch im April und Mai verlor Bangladesch alle vier ODIs deutlich und zwei Tests jeweils mit einem Innings.

### Magere Jahre

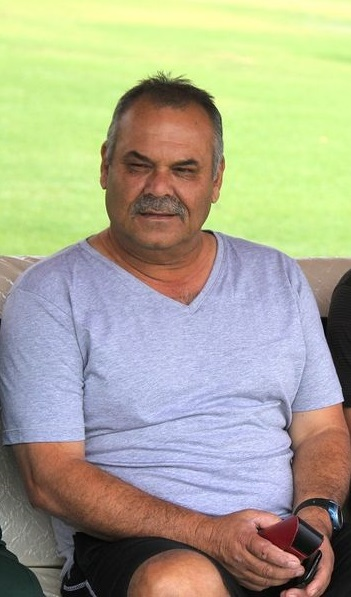
Dav Whatmore war zwischen 2003 und 2007 Bangladeschs Trainer

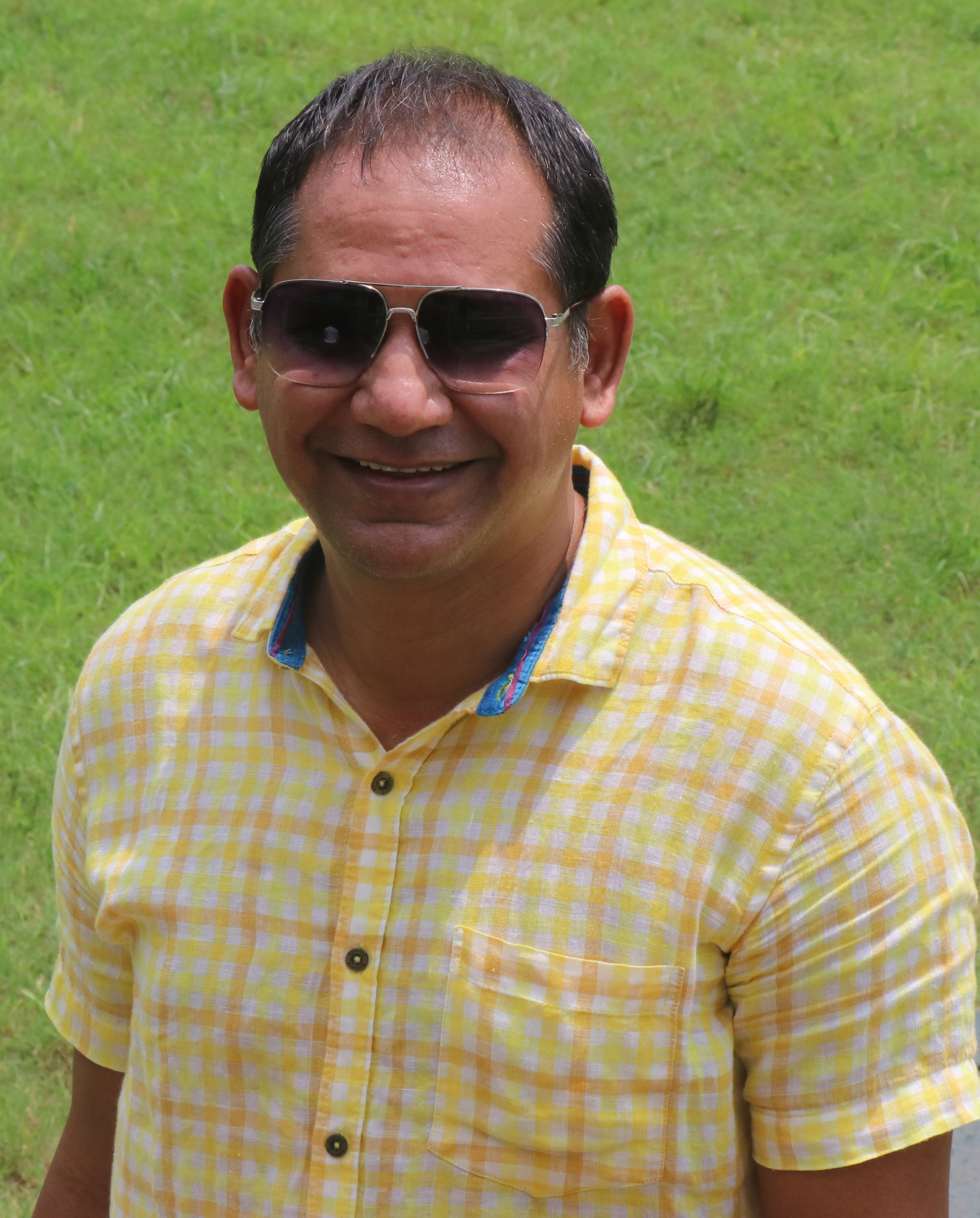
Habibul Bashar war zwischen 2004/05 und 2007 Bangladeschs Kapitän

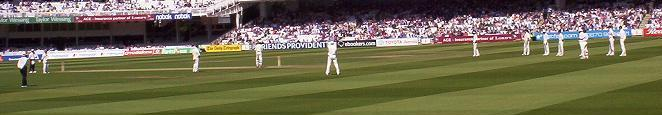
Test zwischen Bangladesch und England im Londoner Lord’s Cricket Ground 2005

2003 bestritt Bangladesch sieben weitere Tests und elf ODIs gegen Australien, Pakistan und England, verlor jedoch alle Spiele. Im September stand das Team kurz davor, seinen ersten Testsieg zu erzielen, als es gegen Pakistan mit einem Wicket unterlag. Dies war erst das zehnte Mal, dass eine Mannschaft einen Test mit einem Wicket verlor. In der Testserie gegen Pakistan war Alok Kapali der erste Spieler Bangladeschs, der einen Hattrick erzielte, nachdem er Shabbir Ahmed, Danish Kaneria und Umar Gul nacheinander ausgebowlt hatte. Vor der Tour nach Simbabwe im Februar und März des darauf folgenden Jahres wurde Mahmud aus der Mannschaft entlassen und der Batter Habibul Bashar neuer Mannschaftskapitän. Bangladesch verlor die Testserie mit 0–1 und die ODI-Serie mit 1–2. Der zweite Test wurde nach drei Tagen Regen ohne Spielfortschritt als Remis gewertet und beendete die Niederlagenserie von 21 Tests seit November 2001, ein Negativrekord im Test Cricket. Der einzige Sieg in der ODI-Serie war Bangladeschs erster Sieg seit dem Erfolg gegen Pakistan bei der Weltmeisterschaft 1999.
Die folgende Tour führte im Mai und Juni in die Karibik. Bangladesch verlor die ODI-Serie mit 0–3 und die Testserie 0–1; mit einem Remis im ersten Spiel vermied es zum dritten Mal eine Niederlage in 29 Tests. Bangladesch nahm 2004 am Asia Cup und der ICC Champions Trophy teil, gewann jedoch nur das Spiel gegen Hongkong. In den folgenden Monaten erlitt das Team deutliche Niederlagen in den Tests und ODIs gegen die Besucher aus Neuseeland und Indien. Im Dezember bezwang es in seinem hundertsten ODI Indien, gleichbedeutend mit dem erst dritten Sieg gegen eine Testnation. Im Januar 2005 war Simbabwe für zwei Tests und fünf ODIs zu Besuch. Die besuchende Mannschaft litt unter Streitigkeiten zwischen Verband und Spielern, was zum vorübergehenden Ausschluss vom Test Cricket führte. Nur Simbabwes Kapitän hatte in mehr als neun Tests gespielt, folglich war Bangladesch die erfahrenere Mannschaft. Im ersten Spiel gelang Bangladesch der erste Sieg in einem Test. Die Batter erreichten im zweiten Test ein Remis, nachdem sie die letzten fünf Sessions durchgespielt hatten. In dem Spiel – das Bangladesch einen historischen Seriensieg bescherte – verbesserte Enamul Haque Jr seinen eigenen Bowling-Rekord in einem Innings, nachdem er sieben Wickets für 95 Runs genommen hatte, und das beste Bowling in einen Spiel lieferte: Zwölf Wickets für 200 Runs und der Kapitän Habibul Bashar erzielte Fifties (50 Runs) in beiden Innings. In der darauf folgenden ODI-Serie gewann Simbabwe die ersten beiden Spiele, während Bangladesch die letzten drei gewann und so die ODI-Serie für sich entschied.
Nach dem ersten Testsieg besuchte Bangladesch im Mai und Juni 2005 erstmals England. Bangladesch verlor beide Tests mit einem Innings; der zweite Test endete in der 22. Niederlage in 38 Tests. Darauf folgte die NatWest Series 2005 in England, an der neben dem Gastgeber auch Australien und Bangladesch teilnahmen. Bangladesch gewann nur eines von sechs Spielen, der Erfolg gelang jedoch gegen eine australische Mannschaft, die zu dem Zeitpunkt amtierender Weltmeister war. Der Wisden Cricketer beschrieb dies als „die größte Überraschung in der ODI-Geschichte“. Mohammad Ashraful erzielte dabei sein erstes Century mit genau 100 Runs, im darauf folgenden Spiel gegen England erzielte er wichtige 94 Runs aus 53 Bällen. Bangladesch tourte im September für zwei Tests und drei ODIs nach Sri Lanka. Nach dem historischen Sieg gegen Australien war die Mannschaft gefestigter, Sri Lanka gewann jedoch alle fünf Spiele.
Die Heimsaison 2006 ging Bangladesch optimistisch an, nachdem es den ersten Sieg gegen Sri Lanka im zweiten ODI der Serie erzielt hatte. Bangladesch verlor jedoch die ODI- und Testserie mit 1–2 bzw. 0–2. Im April stand Bangladesch kurz davor, Australien in einem Test zu bezwingen, als es im ersten Innings mit 158 Runs führte und schließlich mit nur drei Wickets unterlag. Den zweiten Test verlor Bangladesch mit einem Innings und die drei ODIs deutlich. Bei der ICC Champions Trophy 2006 in Indien versäumte es Bangladesch, über die Vorrunde hinaus zu kommen, nachdem es zwei seiner drei Spiele verloren hatte. Der einzige Sieg gelang gegen Simbabwe. 2006 gelang der erste Sieg in einem T20I gegen Simbabwe vor heimischen Publikum, derselbe Gegner konnte auch in der ODI-Serie geschlagen werden. Im selben Jahr wurde Shahriar Nafees der erste bangladeschische Spieler, der 1.000 Runs (einschließlich drei Centuries) in einem Kalenderjahr erzielte, während Mashrafe Mortaza der führende Wicket-Scorer in ODIs mit 49 Wickets wurde.
Am 17. März erzielte Bangladesch in seinem ersten Spiel während des Cricket World Cup 2007 in den West Indies einen Sieg mit fünf Wickets gegen Indien. In den übrigen Gruppenspielen verlor Bangladesch gegen Sri Lanka und bezwang Bermuda, was ausreichend war um sich für die folgende Runde zu qualifizieren. Bangladeschs einziger Sieg in der Super 8 war gegen Südafrika, während alle anderen Spiele verloren gingen. Während des Besuchs Indiens für zwei Tests und drei ODIs gewann es die ODI-Serie mit 2–0. Der erste Test endete nach Regen in einem Remis; Indien erzielte im zweiten Test jedoch den höchsten Sieg bisher (mit einem Innings und 239 Runs). Im Nachgang wurde der Test-Kapitän Habibul Bashar, der vorher als ODI-Kapitän zurückgetreten war, durch den 22-Jährigen Mohammad Ashraful in allen Formen des Crickets ersetzt.
Ashrafuls erste Serie war eine Tour nach Sri Lanka im Juni und Juli. Bangladesch erlitt deutliche Niederlagen in den drei Tests (jeweils mit einem Innings), und auch alle drei ODIs gingen verloren. Im ersten Innings des zweiten Tests wurde Bangladesch für sein niedrigstes Ergebnis ausgebowlt (62 Runs). Vor der ersten ICC World Twenty20 2007 in Südafrika absolvierte Bangladesch zwei T20Is in Kenia. Es gewann gegen den Gastgeber, unterlag jedoch gegen Pakistan. Bangladesch besiegte in der Gruppenphase der World Twenty20 2007 die West Indies und erreichte die Super 8, verlor jedoch in dieser alle vier Spiele.

### Langsamer Aufstieg

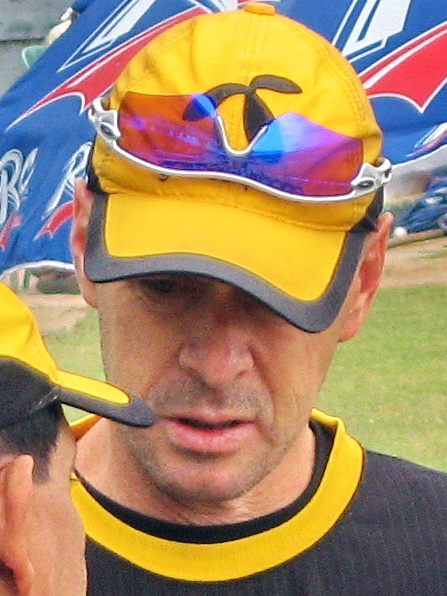
Jamie Siddons war zwischen 2007 und 2011 Bangladeschs Trainer

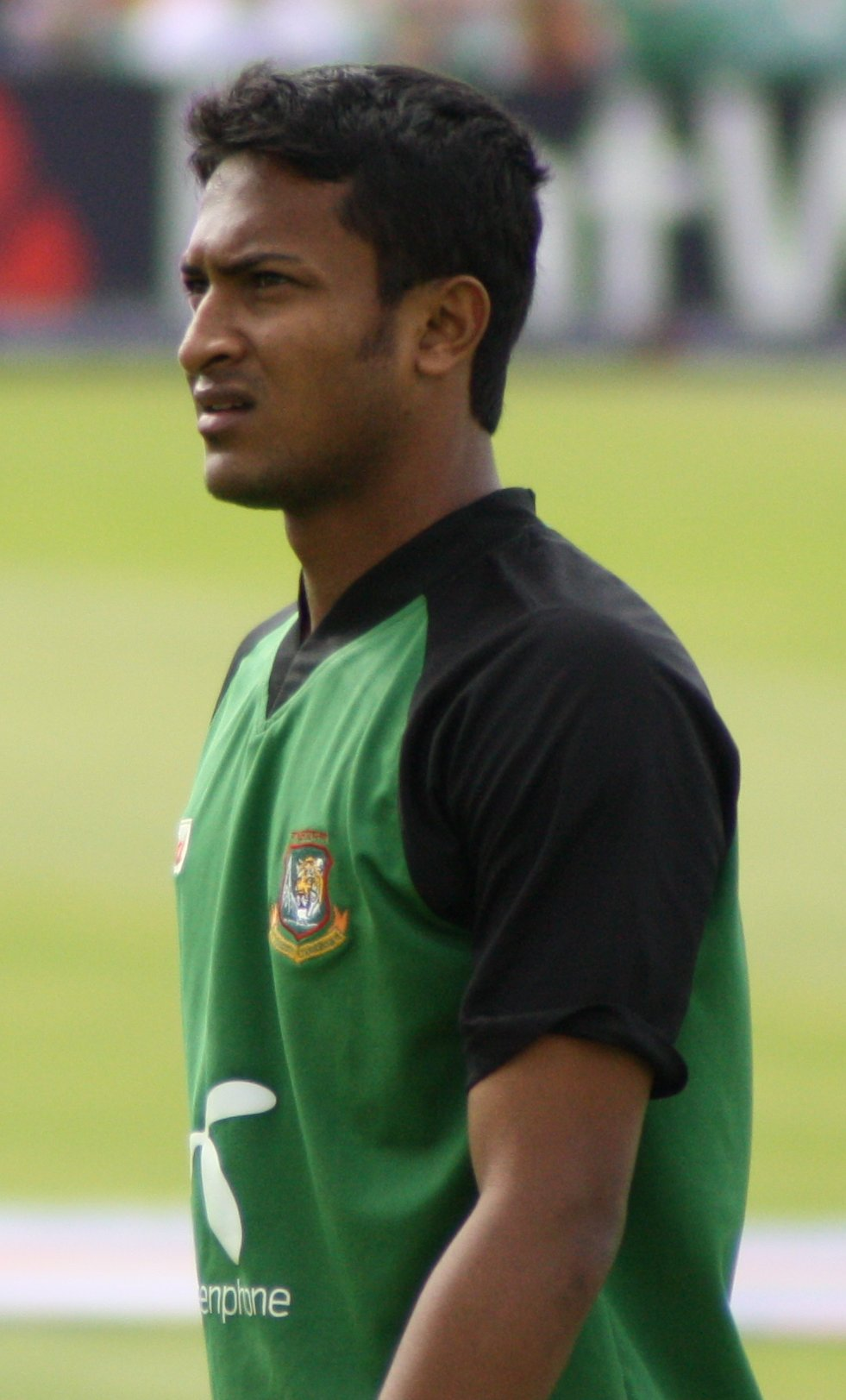
Shakib Al Hasan führte Bangladesch zum historischen Testsieg gegen die West Indies 2009

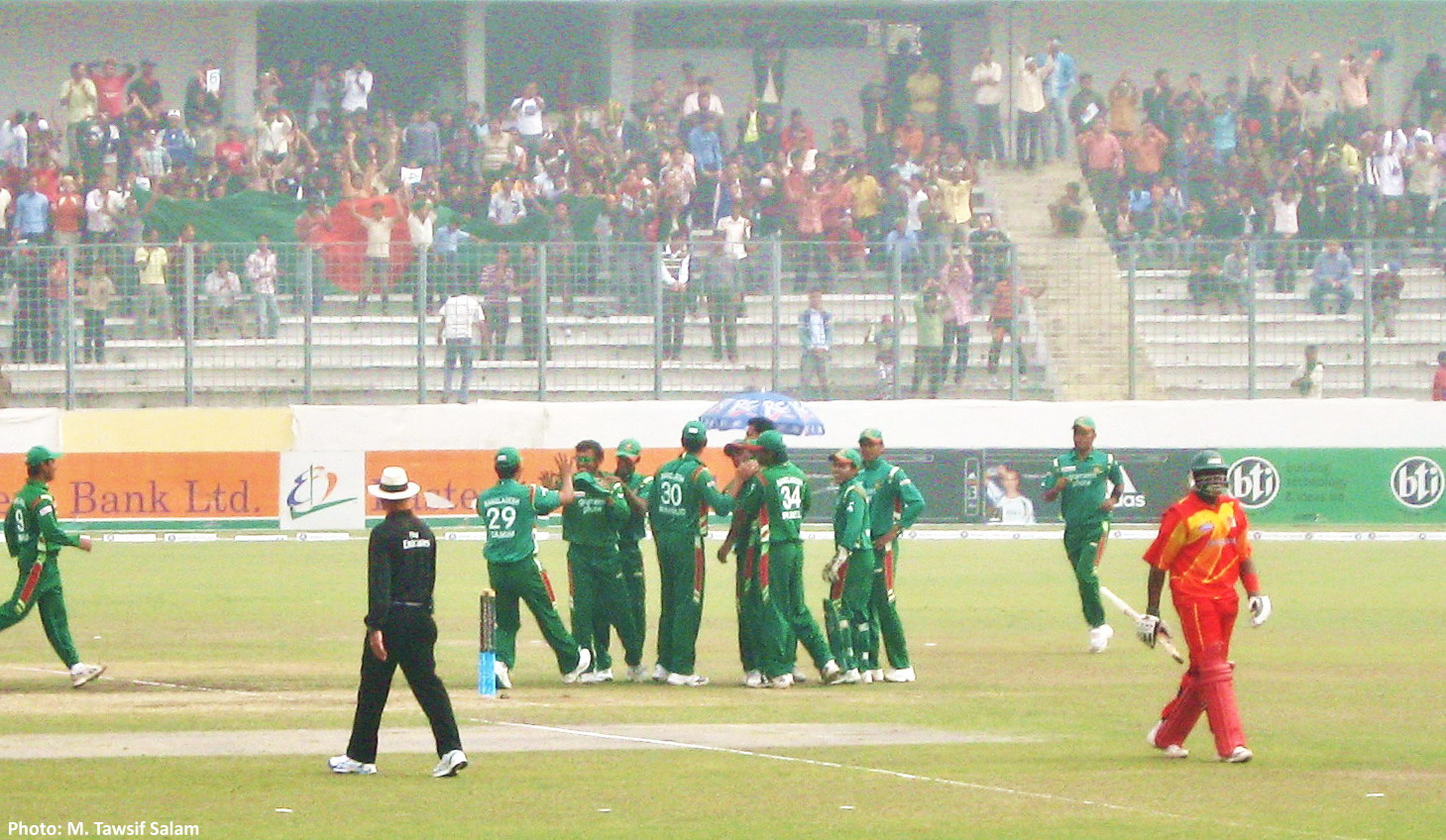
Die bangladeschische Mannschaft feiert das Erzielen eines Wickets gegen Simbabwe

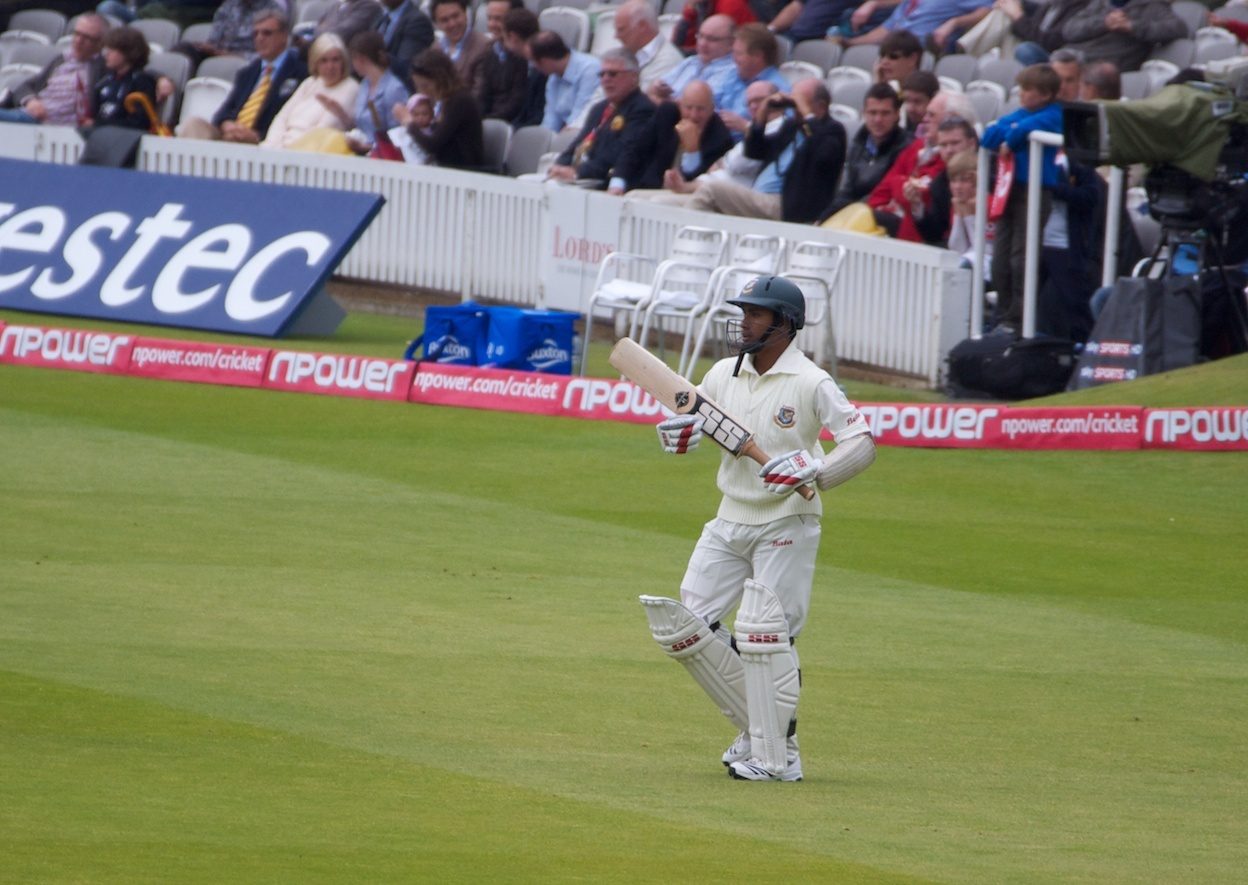
Mohammad Ashraful betritt 2010 während eines Tests gegen England im Lord’s die Pitch. Er erzielte 50 Runs in den zwei Tests der Tour.

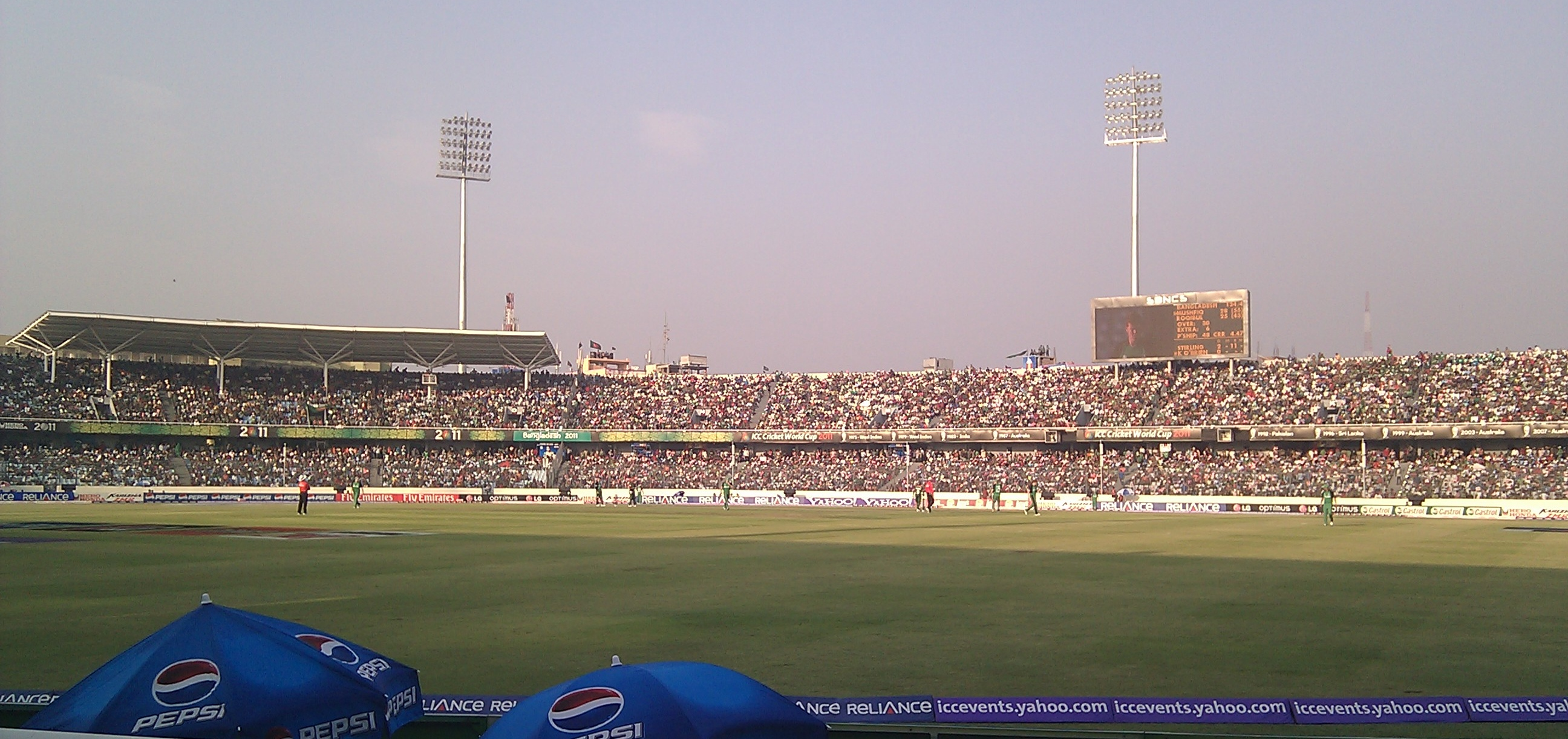
Spiel zwischen Bangladesch und Irland beim Cricket World Cup 2011

Ende 2007 unternahm Bangladesch eine Neuseelandtour, wobei die ODI-Serie mit 0–3 verloren ging. Das neue Jahr begann mit einer Testserie, in der es mit 0–2 unterlag. Eine besuchende südafrikanische Mannschaft bezwang Bangladesch im Februar und März 2008 quer durch die Cricket-Formate. Die Tour bestand aus zwei Tests und drei ODIs. Im ersten Test führte Bangladesch während des ersten Innings zunächst mit 22 Runs, nachdem es Südafrika mit 170 Runs ausgebowlt hatte. Bangladesch bezwang im selben Monat die damalige Nicht-Testnation Irland in einer ODI-Serie von drei Spielen mit 3–0 und beendete eine Niederlagenserie von zwölf ODIs seit dem vorhergehenden Cricket World Cup. Pakistan empfing Bangladesch im April für fünf ODIs und ein T20I. Die Tour verlief enttäuschend, da es alle Spiele verlor. Bei einer Tri Series im Juni daheim verlor Bangladesch beide Vorrundenspiele gegen Indien und Pakistan. Während des Asia Cup 2008 in Pakistan gewann Bangladesch sein erstes Gruppenspiel gegen das assoziierte Mitglied Vereinigte Arabische Emirate. Trotz der Niederlage im darauf folgenden Spiel gegen Sri Lanka gelang die Qualifikation für die Super 4, Bangladesch verlor jedoch die drei Spiele gegen Indien, Sri Lanka und Pakistan.
Während der Australientour im August und September unterlag das Team in der ODI-Serie mit 0–3. Im Oktober besuchte Neuseeland Bangladesch für drei ODIs und zwei Tests. Kurz zuvor hatten 14 Spieler das Land verlassen, um in der Indian Cricket League zu spielen, weshalb der Verband sie für zehn Jahre suspendierte. Sechs dieser Spieler, darunter der ehemalige Kapitän Habibul Bashar, unterzeichneten zentrale Verträge. Den allgemeinen Erwartungen nach sollte Bangladesch wegen der Schwächung seiner Mannschaft von Neuseeland dominiert werden. Nachdem das Team das erste ODI gewonnen hatte (der erste ODI-Sieg gegen Neuseeland überhaupt), verlor es die Serie mit 1–2. Neuseeland gewann den ersten Test mit drei Wickets. Der zweite Test endete nach Regen in einem Remis, worauf Neuseeland die Testserie mit 1–0 für sich entschied.
Im November 2008 unternahm Bangladesch eine Südafrikatour und verlor alle Spiele gegen die Proteas, einschließlich das einzige T20I, zwei der drei ODIs sowie beide Tests jeweils mit einem Innings. Im Dezember erholte sich Bangladesch jedoch von den glanzlosen Performances und war dabei, den ersten Test gegen Sri Lanka zu gewinnen, als es die höchste Vorgabe im vierten Innings (513 Runs) jagte, jedoch 107 Runs zu wenig erzielte. Im zweiten Test der Heimserie unterlag Bangladesch jedoch mit 465 Runs und verlor die Testserie mit 0–2. Danach gesellte sich Simbabwe für eine Tri-Series dazu. Im ersten Spiel bezwang Simbabwe Bangladesch nach einer herausragenden Leistung, verlor jedoch deutlich gegen Sri Lanka, worauf Bangladesch im letzten Spiel gegen Sri Lanka einen Bonuspunktsieg erreichen musste, um gegen denselben Gegner im Finale zu spielen. In einem wegen Regens verkürzten Spiel erzielte Bangladesch seinen zweiten ODI-Sieg gegen Sri Lanka und erreichte das Finale, in dem es jedoch unterlag.
Bei der ICC World Twenty20 2009 in England schied Bangladesch in der Gruppenphase aus, nachdem es seine Spiele gegen Indien und das assoziierte Mitglied Irland verloren hatte. Im Nachgang des frühen Turnierausscheidens ernannten die Selektoren Mashrafe Mortaza zum Kapitän für die Karibiktour, damit sich Ashraful auf sein Batting konzentrieren könne. Die zwei Tests fanden vor dem Hintergrund einer Meinungsverschiedenheit zwischen den west-indischen Spielern und dem Cricket West Indies statt: Mehrere Spieler boykottierten die Testserie, was den Verband zwang, mehrere unerfahrene Ersatzspieler zu nominieren. Bangladesch gewann beide Tests, den ersten mit 95 Runs und den zweiten mit vier Wickets. Damit gewann Bangladesch seine erste Testserie überhaupt. In der darauf folgenden ODI-Serie erzielte Bangladesch seinen ersten ODI-Sieg (im 14. Versuch) gegen die West Indies. Bangladesch gewann die Serie mit 3–0, verlor jedoch das einzige T20I. Bangladesch obsiegte jeweils mit 4–1 in aufeinanderfolgenden ODI-Serien von je fünf Spielen gegen Simbabwe auswärts (im August) und daheim (im Oktober–November).
Im Januar 2010 war Bangladesch Gastgeber der Tri-Series mit Indien und Sri Lanka. Das Team versäumte es jedoch, ein Spiel zu gewinnen (von vier Spielen insgesamt) und schied aus dem Turnier aus. Darauf folgte eine Testserie von zwei Spielen gegen Indien, die Bangladesch mit 0–2 verlor. Auf der Neuseelandtour im Februar 2010 verlor Bangladesch alle seine Spiele (ein T20I, drei ODIs und einen Test). Im Februar und März 2010 besuchte England Bangladesch für drei ODIs und zwei Tests. Bangladesch verlor alle fünf Spiele.
Im Mai nahm Bangladesch an der ICC World Twenty20 2010 in den West Indies teil. Es verlor beide Gruppenspiele (gegen Pakistan und Australien) und verpasste die Super 8. Nach dem Turnier besuchte Bangladesch für zwei Tests England und verlor beide, trotz zweier Centuries von Tamim Iqbal. Zwischen diesen Tests und ODIs nahm Bangladesch im Juni am Asia Cup 2010 in Sri Lanka teil, verlor aber alle Spiele gegen Indien, Sri Lanka und Pakistan. In der ODI-Serie gewann England das erste Spiel deutlich. Im zweiten Spiel in Bristol bezwang Bangladesch England erstmals in einem Spiel (England war bis dahin die einzige Testnation, gegen die Bangladesch noch nie einen Sieg erzielt hatte), nachdem es England im letzten Over ausgebowlt hatte und mit fünf Runs gewann. Mit einem Sieg im dritten ODI in Birmingham entschied England die Serie mit 2–1 für sich. Bangladesch verlängerte seine Europatour und bestritt zwei zusätzliche ODIs gegen Irland. Diese Serie endete unentschieden 1–1. Später gewannen die Niederlande das letzte ODI der bangladeschischen Europatour. Im Oktober desselben Jahres besuchte Neuseeland Bangladesch für fünf ODIs. Mortaza verletzte sich im ersten Spiel und Shakib ersetzte ihn als Kapitän. Unter seiner Führung gewann Bangladesch die Serie mit 4–0, womit der erste Seriensieg gegen ein Vollmitglied des ICC Tatsache war.

### Unbeständige Ergebnisse
Im Februar und März 2011 war Bangladesch zusammen mit Indien und Sri Lanka Gastgeber des Cricket World Cup 2011. Bangladesch verlor das Eröffnungsspiel gegen Indien und bezwang danach Irland. Das darauf folgende Spiel gewannen die West Indies, nachdem sie Bangladesch für nur 58 Runs ausgebowlt hatten, Bangladeschs niedrigstes ODI-Ergebnis und ein Negativrekord für ein Vollmitglied bei einer Weltmeisterschaft. Bangladesch bezwang danach England und die Niederlande, woraufhin es das letzte Spiel zum Weiterkommen gewinnen musste. Gegen Südafrika erzielte Bangladesch sein zweitniedrigstes ODI-Ergebnis und es wurde das erste Vollmitglied, das bei einer Weltmeisterschaft zweimal für weniger als 100 Runs ausgebowlt wurde. Bangladesch schied aufgrund einer schlechteren Net Run Rate gegenüber den West Indies in der Vorrunde aus. Die darauf folgende ODI-Serie gegen die australischen Gäste im April verlief mit 0–3 ebenfalls enttäuschend.
Bangladesch tourte im Augustus 2011 für einen Test und fünf ODIs nach Simbabwe. Nach Simbabwes selbstgewählten Rückzug vom Test Cricket im Januar 2006 aufgrund der Unordnung im dortigen Sportgeschehen war dies der erste Test für dessen Nationalmannschaft. Bangladesch verlor das Test Match mit 130 Runs. Bangladesch verlor auch die ODI-Serie mit 2–3. Im Nachgang der Serie wurden Kapitän Shakib Al Hasan und der Vizekapitän Tamim Iqbal mit Verweis auf ihre schwache Führung von ihren Positionen entlassen. Zum Ende des Monats traten der Wicket-Keeper Mushfiqur Rahim und der All-rounder Mahmudullah ihre Nachfolge als Kapitän und Vizekapitän an.
Die Ineffizienz der spin bowler unterstrich Bangladeschs Taumeln im internationalen Cricket. Zwischen Januar 2010 und August 2011 nahmen sie 37 Wickets in acht Tests mit einer average von 67.67, die niedrigste der damals neun regelmäßig spielenden Testnationen. Obwohl Bangladesch das erste Spiel unter Rahim, das einzige T20I gegen die West Indies daheim im Oktober, gewann, verlor die Mannschaft die anschließende ODI-Serie mit 1–2 und die Testserie mit 0–1. Pakistan besuchte im Dezember Bangladesch, und im ersten der drei ODIs wurde Bangladesch zum 13. Mal für weniger als 100 Runs ausgebowlt; es übertraf somit den früheren Rekord von Simbabwe von zwölf ODIs. Bangladesch unterlag in allen Cricket-Formaten: 0–1 (T20I), 0–3 (ODIs) und 0–2 (Tests).
Im März war Bangladesch Gastgeber des Asia Cup 2012. Nach Siegen gegen Indien und Sri Lanka erreichte Bangladesch das Finale, in dem es auf Pakistan traf; es war dies erst das zweite Finale eines multinationalen Turniers für Bangladesch. Trotz der Niederlage gegen Pakistans mit zwei Runs übertraf Bangladesch die Erwartungen. Während des Turnieres wurde Tamim Iqbal der erste bangladeschische Spieler, dem vier ODI-Centuries hintereinander gelangen. Shakib Al Hasan erhielt die Auszeichnung als „Spieler des Turniers“, nachdem er 237 Runs erzielt und sechs Wickets genommen hatte. Während der Europatour im Juli gewann das Team die T20I-Serie gegen Irland mit 3–0, bezwang Schottland in einem T20I und die T20I-Serie gegen die Niederlande endete mit 1–1 unentschieden. Bangladesch schied bereits in der ersten Runde der ICC World Twenty20 2012 in Sri Lanka aus, nachdem es gegen Neuseeland und Pakistan unterlegen war. Während der Heimserie gegen die West Indies im November und Dezember 2012 verlor die bangladeschische Mannschaft beide Tests, gewann jedoch die ODI-Serie mit 3–2, bevor das einzige T20I verloren ging.
Bangladesch besuchte im März 2013 Sri Lanka für eine vollständige Tour. Im ersten Test in Galle erzielte Mushfiqur Rahim das erste Double-Century (200 Runs) für seine Mannschaft im Test Cricket, während Mohammad Ashraful 190 Runs beisteuerte. Im ersten Test gegen Sri Lanka gelang ein Remis, das erste Mal gegen diesen Inselstaat. Sri Lanka gewann den zweiten Test mit sieben Wickets und entschied die Testserie mit 1–0 für sich. Die ODI-Serie endete 1–1 unentschieden und Bangladesch verlor das einzige T20I. Danach besuchte Bangladesch Simbabwe im April und Mai. Der erste Test ging mit 335 Runs verloren, gleichbedeutend mit Simbabwes bis dahin höchstem Testsieg. Den zweiten Test gewann es mit 173 Runs, wodurch die Testserie 1–1 unentschieden endete. Bangladesch verlor die ODI-Serie (mit 1–2) und die T20I-Serie endete ebenfalls unentschieden (mit 1–1). Im Oktober und November 2013 gelang dem Team eine herausragende Leistung, als es sich die Heimserie von zwei Tests mit Neuseeland teilte (mit 0–0); es war dies das erste Mal gegen diesen Gegner. Darauf folgte der Gewinn der ODI-Serie mit 3–0, bevor es im einzigen T20I eine Niederlage hinnehmen musste. Im Januar und Februar 2014 war Sri Lanka für eine vollständige Tour zu Gast. Bangladesch erlitt seine vierthöchste Niederlage im Test Cricket, nachdem es den ersten Test mit einem Innings und 248 Runs verloren hatte. Der zweite Test endete in einem Remis mit einem hohen Ergebnis, woraufhin Bangladesch die Testserie verlor (mit 0–1). Daraufhin verlor es die T20I- (mit 0–2) und die ODI-Serie (mit 0–3).
Es folgte eine Niederlagenserie (mit 0–4) gegen andere asiatische Cricketnationen (Indien, Afghanistan, Pakistan und Sri Lanka) während der Vorrunde des Asia Cup 2014 auf eigenem Boden, wodurch Bangladesch auf dem letzten Tabellenplatz der Gruppe landete. Das damalige assoziierte Mitglied Afghanistan erzielte seinen ersten Sieg gegen Bangladesch, es war dies auch sein erster Sieg gegen eine Testnation. Bangladesch beendete seine Niederlagenserie von elf Spielen im Jahr 2014 mit Siegen über zwei assoziierte Mitglied (Afghanistan und Nepal) in aufeinanderfolgenden T20Is während der Vorrunde der ICC World Twenty20 2014 im eigenen Land. Die Niederlage gegen ein weiteres assoziiertes Mitglied, Hongkong, verhinderte das Erreichen der Super 10 zwar nicht, in dieser verlor Bangladesch jedoch alle vier Spiele gegen die West Indies, Indien, Pakistan und Australien. Darauf folgte der Besuch Indiens. Bangladesch verlor das erste und zweite ODI deutlich und somit die Serie mit 0–2. Im August besuchte Bangladesch die West Indies für eine vollständige Tour. Die Gastgeber besiegten Bangladesch in der ODI-Serie mit 3–0, wodurch sich die Zahl der hintereinander erlittenen Niederlagen auf 13 erhöhte. Im zweiten ODI wurde Bangladesch mit 70 Runs ausgebowlt wurde, das drittniedrigste ODI-Ergebnis der Mannschaft. Bangladesch verlor das Spiel mit 177 Runs. Danach setzten sich die West Indies in der Testserie mit 2–0 durch, nachdem Bangladesch im ersten Test mit zehn Wickets und im zweiten mit 296 Runs unterlag. Während des Besuchs Simbabwes war Bangladesch schließlich erfolgreich und gewann die Testserie mit 3–0. In der ODI-Serie dominierte Bangladesch ebenfalls und gewann mit 5–0.

### Erfolge im Test Cricket

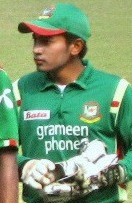
Mushfiqur Rahim führte Bangladesch zum Sieg im 100. Test und den ersten Testsiegen gegen England und Australien an

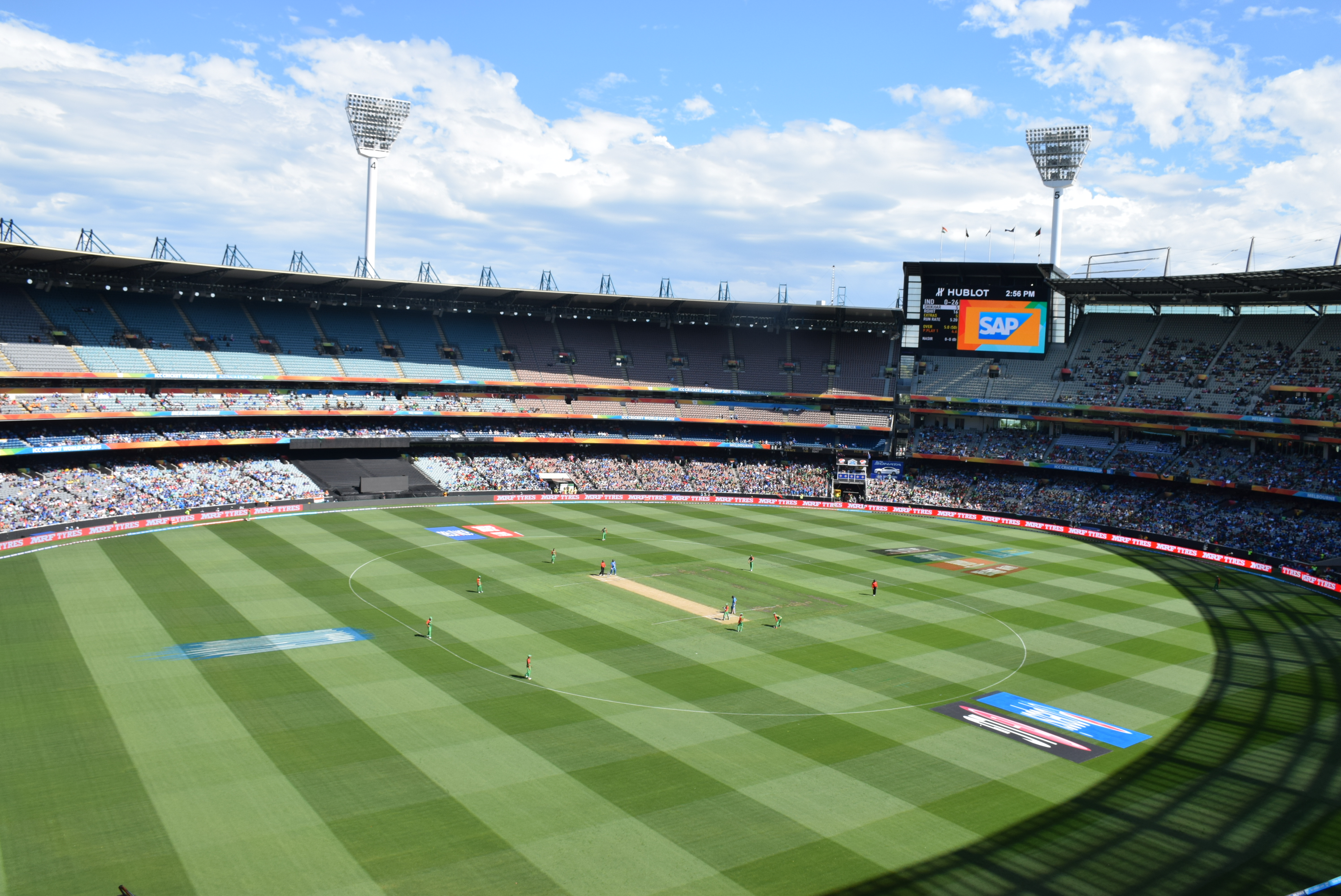
Szene im Viertelfinale Bangladesch gegen Indien beim Cricket World Cup 2015

Mit dem Beginn des neuen Jahres wurde Bangladeschs All-rounder Shakib Al Hasan der beste Spieler in allen drei Cricket-Formaten. Er war der erste Spieler seit der Einführung der neuen Spielerranglisten durch das ICC, dem dies gelang. Während der Gruppenphase des Cricket World Cup 2015 in Australien und Neuseeland besiegte Bangladesch im ersten Spiel Afghanistan, und das folgende Spiel gegen Australien fiel aufgrund Regens aus. Es verlor das Spiel gegen Sri Lanka mit 92 Runs. Danach gelang Bangladesch die höchste erfolgreiche run chase in ODIs, nachdem Schottlands Vorgabe von 318 Runs eingeholt werden konnte. Nach dem Sieg über England qualifizierte sich Bangladesch erstmals für das WM-Viertelfinale. Dort unterlag Bangladesch gegen Indien jedoch deutlich mit 109 Runs.
Im April und Mai 2015 besuchte Pakistan für eine vollständige Tour Bangladesch. Bangladesch gewann die ODI-Serie mit 3–0 und erzielte so den ersten Seriensieg gegen Pakistan. Das einzige T20I wurde ebenfalls von Bangladesch gewonnen. Pakistan entschied jedoch die Testserie für sich (mit 1–0), nachdem es im ersten Test ein Remis erzielt hatte und die Gäste den zweiten Test mit 328 Runs gewannen. Im Juni besuchte eine indische Mannschaft in voller Stärke Bangladesch für einen Test und drei ODIs. Im Test erwies sich die indische Mannschaft als zu stark, doch schwere Niederschläge verhinderten ein deutliches Ergebnis (nur 184.2 Over konnten gespielt werden). Herausragende Leistungen des Batters und ODI-Bowling-Debütanten Mustafizur Rahman drehten das Momentum zugunsten Bangladeschs und das Team gewann die ersten beiden ODIs deutlich, wodurch es erstmals eine Serie gegen Indien mit 2–1 für sich entschied. Im Juli 2015 besuchte Südafrika Bangladesch für zwei T20Is, drei ODIs und zwei Tests. Die Südafrikaner dominierten Bangladesch in der T20I-Serie (mit 2–0) und führten in der ODI-Serie, nachdem sie das erste Spiel gewonnen hatten. Bangladesch erholte sich jedoch davon und besiegte Südafrika in den beiden folgenden Spielen, wodurch es die ODI-Serie mit 2–1 gewann, der erste Seriensieg gegen Südafrika überhaupt. Die Testserie endete unentschieden (mit 0–0), nachdem aufgrund starken Monsunregens beide Spiele verkürzt ausgetragen werden mussten (nur 221 bzw. 88.1 Over wurden absolviert).
Bangladeschs gute ODI-Leistungen während der Weltmeisterschaft 2015 und die gewonnenen ODI-Serien gegen Pakistan, Indien und Südafrika ließ die Mannschaft vom neunten auf den siebenten Platz der ODI-Rangliste klettern. Nachdem die Mannschaft am 30. September 2015 (dem Stichtag) auf dem siebenten Platz gewesen war, qualifizierte sie sich anstelle der West Indies für die ICC Champions Trophy 2017. Im November 2015 besuchte Simbabwe für drei ODIs und zwei T20Is Bangladesch; es gewann die ODI-Serie mit 3–0, während die T20I-Serie mit 1–1 unentschieden endete. Die Tour wurde im Januar 2016 mit einer T20I-Serie von vier Spielen fortgesetzt und endete wieder unentschieden, diesmal mit 2–2.
Bangladesch setzte seinen guten Lauf fort und es schloss den Asia Cup 2016 auf heimischen Boden auf dem zweiten Platz ab. Das Team verlor das erste Gruppenspiel gegen Indien, gewann danach jedoch gegen die Vereinigten Arabischen Emirate, Sri Lanka (damals T20I-Weltmeister und Gewinner des vorhergehenden Asia Cups) sowie Pakistan und erreichte zum zweiten Mal das Finale. In diesem unterlag es Indien wieder deutlich. Bei der ICC World Twenty20 2016 in Indien gelang Bangladesch dagegen kein nennenswerter Erfolg. Nach Siegen über zwei assoziierte Mitglieder (die Niederlande und Oman) und dem wegen Regens ausgefallenen Spiel gegen ein weiteres assoziiertes Mitglied (Irland) in der Gruppenphase erreichte Bangladesch die Super 10. Die Mannschaft trat die Heimreise an, nachdem sie in allen vier Spielen gegen die anderen Testnationen Pakistan, Australien, Indien und Neuseeland unterlegen waren.
Im ODI war Bangladesch weiterhin erfolgreich und gewann im September und Oktober eine Heimserie gegen Afghanistan (mit 2–1). Darauf folgte der Besuch Englands, während dem Bangladesch die ODI-Serie mit 1–2 verlor. Das Team erzielte jedoch einen historischen Testsieg (mit 108 Runs) gegen England, es war dies der erste Sieg in zehn Versuchen, und es teilte sich die Testserie mit 1–1, nachdem es den ersten Test knapp mit 22 Runs verloren hatte. Bangladesch besuchte im Dezember 2016 Neuseeland für eine volle Serie. Die Tour begann mit einer verlorenen ODI-Serie (mit 0–3) und das neue Jahr 2017 mit einer ebenso hohen Niederlage in der T20I-Serie (mit 0–3). Danach verlor Bangladesch die Testserie mit 0–2, brach im ersten Test jedoch den 123 Jahre alten Rekord für das höchste Ergebnis in einem Test-Innings, nachdem es im ersten Test gegen Neuseeland 595/8 nach Deklaration erzielt hatte. Das Team verlor während der Tour alle Spiele (0–8). Im Februar 2017 besuchte Bangladesch Indien für den ersten Test zwischen beiden Mannschaften auf indischem Boden. Indien gewann das Spiel deutlich mit 208 Runs, nachdem sie beide Innings deklariert hatten. Darauf folgte im März und April 2017 eine weitere Tour nach Sri Lanka. Bangladesch verlor den ersten Test mit 259 Runs deutlich. Es gelang jedoch, die Testserie mit 1–1 auszugleichen, nachdem die Mannschaft den zweiten Test mit vier Wickets gewonnen hatte. Dies war Bangladeschs erster Testsieg gegen Sri Lanka. Sowohl die ODI-Serie als auch die T20I-Serie endeten 1–1 unentschieden. Im Mai 2017 beendete Bangladesch die Tri-Nation Series in Irland nach zwei Siegen auf dem zweiten Platz.
Bangladesch begann die ICC Champions Trophy 2017 mit einer Niederlage im Eröffnungsspiel gegen Gastgeber England. Nachdem das Spiel gegen Australien wegen Regens ausgefallen war, erreichte es erstmals das Halbfinale, verlor in diesem jedoch gegen Indien deutlich mit neun Wickets. Im August und September 2017 besuchte Australien Bangladesch für zwei Tests. Der Gastgeber erzielte seinen ersten Testsieg gegen Australien, indem er die Gäste im ersten Spiel mit 20 Runs bezwang. Es gelang Bangladesch jedoch nicht, die Testserie für sich zu entscheiden, da Australien den zweiten Test mit sieben Wickets gewann und die Serie 1–1 unentschieden endete. Im September und Oktober 2017 besuchte Bangladesch Südafrika für zwei Tests, drei ODIs und zwei T20Is, es unterlag jedoch mit 0–7. Die Proteas erwiesen sich als zu stark für Bangladesch und die Spiele – bei denen mehrere Mannschafts- und Spielerrekorde aufgestellt wurden – erwiesen sich als sehr einseitige Angelegenheit. Bangladesch verlor die Tests mit 333 Runs bzw. einen Innings und 254 Runs. Letzteres war der höchste Testsieg Südafrikas. Südafrika gewann das erste ODI mit zehn Wickets, nachdem es das höchste ODI-Target (279) erfolgreich gejagt hatte, ohne ein einziges Wicket zu verlieren. Die letzten beiden ODIs verlor Bangladesch deutlich mit 104 bzw. 200 Runs. Anschließend verlor Bangladesch beide T20Is mit 20 bzw. 83 Runs. Im zweiten T20I erzielte David Miller das schnellste T20I-Century bisher. Dennoch gelang Bangladesch während der Tour die Qualifikation für den Cricket World Cup 2019, da es am Stichtag (den 30. September 2017) auf dem siebenten Platz der ODI-Rangliste war.
Shakib Al Hasan ersetzte Mushfiqur Rahim als Testkapitän Bangladeschs und übernahm die neue Aufgabe im Januar 2018 mit dem Besuch Sri Lankas. Mahmudullah wurde zum Vizekapitän ernannt und ersetzte Tamim Iqbal. Überzeugende Erfolge während der Tri-Nation Series im Januar 2018 daheim über die niedriger platzierten Mannschaften Sri Lankas und Simbabwes in den ersten drei Gruppenspielen ließen Bangladesch das Finale erreichen. Bangladesch erzielte während des Turnieres seinen höchsten ODI-Sieg (mit 163 Runs) gegen Sri Lanka, wurde im letzten Gruppenspiel von Sri Lanka jedoch für 82 Runs ausgebowlt (das neuntniedrigste ODI-Ergebnis) und unterlag mit zehn Wickets. Im Finale traf es wieder auf Sri Lanka und verlor mit 79 Runs, was die Serie von verlorenen Finalspielen fortsetzte. Der erste Test in der Serie gegen Sri Lanka endete in einem Remis mit hohem Ergebnis. Den zweiten Test verlor Bangladesch innerhalb von drei Tagen mit 215 Runs, womit es die Testserie mit 0–1 verlor. Ebenso verlor Bangladesch die T20I-Serie mit 0–2.

### Durchbruch in internationalen Turnieren

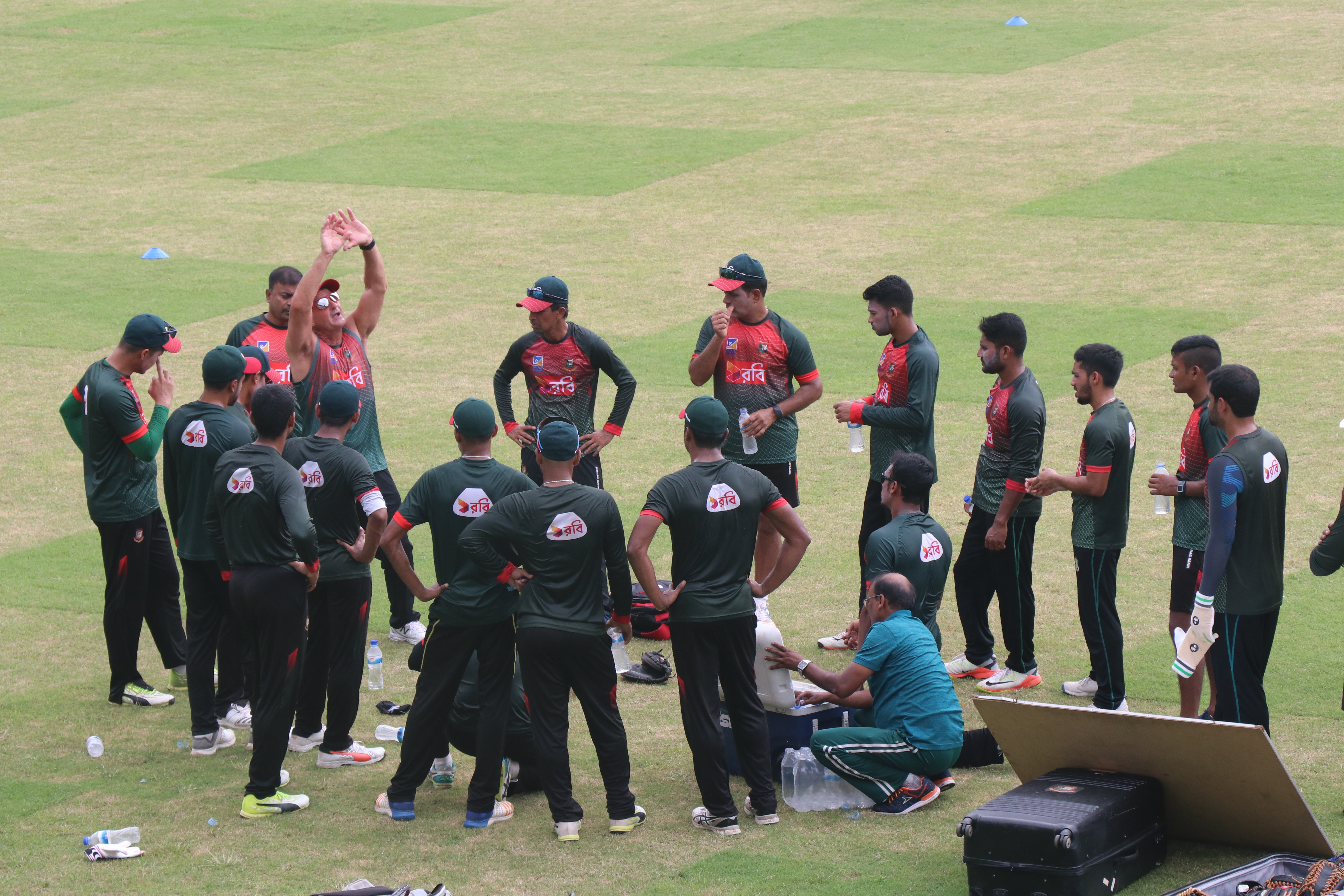
Die bangladeschische Mannschaft beim Training im Sher-e-Bangla National Cricket Stadium, 2018

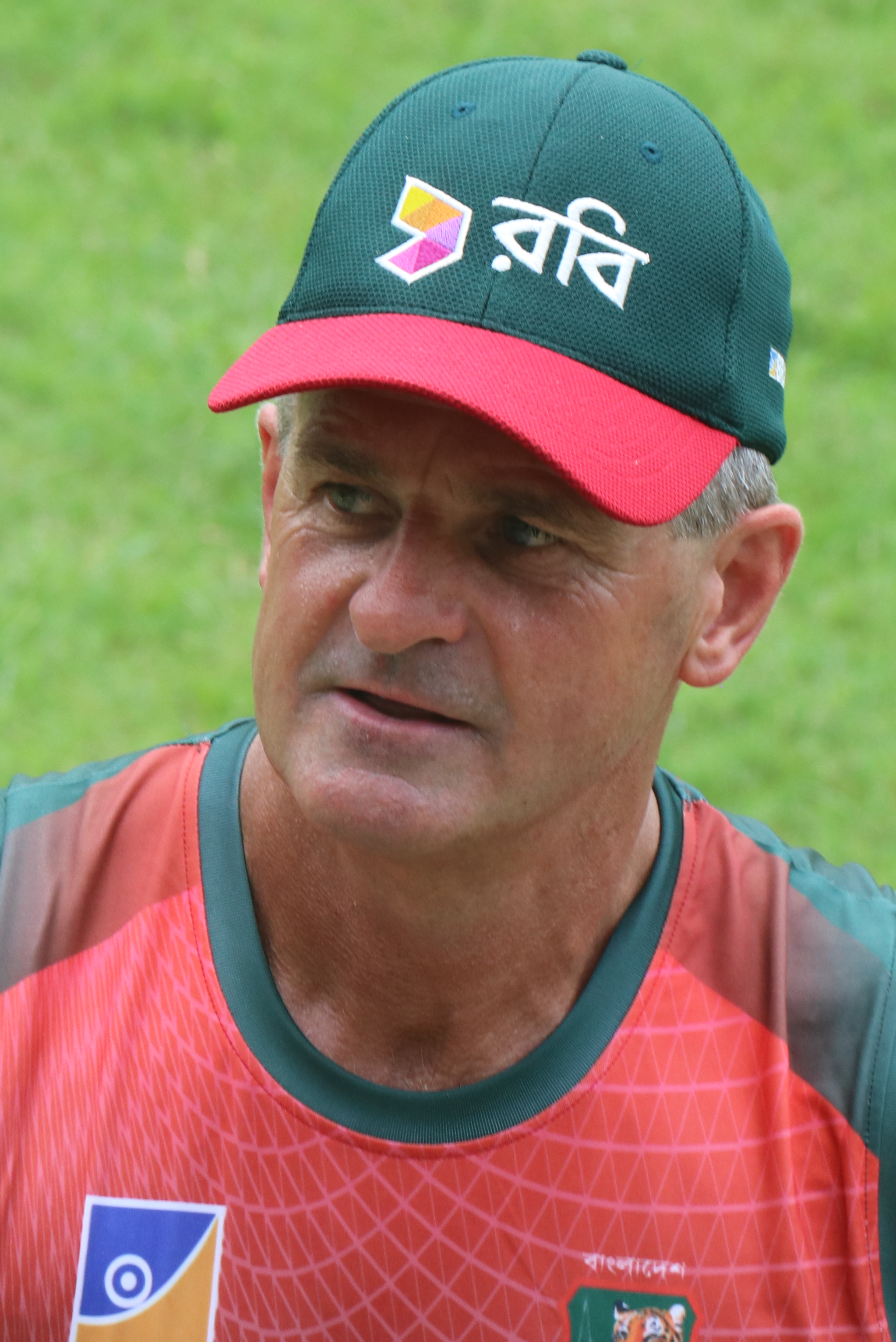
Steve Rhodes während seiner Amtszeit als Trainer Bangladeschs

Bangladesch verlor im Finale der Nidhas Trophy, einem T20I-Turnier mit drei Teilnehmern in Sri Lanka im März, gegen Indien, nachdem es den Gastgeber während der Vorrunde des Turniers zweimal bezwungen hatte und so das Finale erreichte. Bangladesch unterlag gegen Afghanistan in der T20I-Serie in Indien mit 0–3, nachdem es die drei Spiele jeweils mit 45 Runs, sechs Wickets und einem Run verloren hatte. Dies war Bangladeschs erste T20I-Niederlage und die erste verlorene T20I-Serie gegen Afghanistan. Ein Tiefpunkt war erreicht, als Bangladesch im ersten Test gegen die West Indies in North Sound für 43 Runs ausgebowlt wurde (das niedrigste Ergebnis in einem Test) und den Test mit einem Innings und 219 Runs verlor. Danach unterlag Bangladesch im zweiten Test mit 166 Runs und somit in der Testserie mit 0–2. In den kürzeren Cricket-Formaten war Bangladesch dagegen erfolgreicher, als es die ODI- und die T20I-Serie jeweils mit 2–1 für sich entschied.
Bangladesch startete in den Asia Cup 2018 mit einem Sieg von 137 Runs gegen Sri Lanka, der höchste ODI-Auswärtssieg. Trotz der Niederlage im darauf folgenden Spiel gegen Afghanistan (mit 136 Runs – Bangladeschs höchste Niederlage gegen Afghanistan), erreichte es die Super 4. Bangladesch verlor gegen Indien mit sieben Wickets, gewann gegen Afghanistan knapp mit drei Runs und bezwang Pakistan mit 37 Runs, worauf das Team das Finale gegen Indien erreichte. Es unterlag mit drei Wickets gegen Indien und setzte so die Niederlagenserie in Turnierendspielen fort. Im Oktober und November empfing Bangladesch Simbabwe für drei ODIs und zwei Tests. Bangladesch gewann die ODI-Serie mit 3–0, während die Testserie mit 1–1 unentschieden endete, nachdem es im ersten Test in Sylhet unterlegen war. Im November und Dezember besuchten die West Indies Bangladesch für eine vollständige Tour. Bangladesch gewann die Testserie mit 2–0. Nachdem es die West Indies im zweiten Test mit einem Innings und 184 Runs besiegt hatte, erzielte Bangladesch seinen ersten Testsieg mit einem Innings. Bangladesch gewann die ODI-Serie mit 2–1, verlor die T20I-Serie jedoch mit 1–2. Im Februar und März 2019 besuchte Bangladesch Neuseeland für je drei Tests und ODIs. Das Team verlor die ODI-Serie mit 0–3. Bangladesch verlor den ersten Test in Hamilton mit einem Innings und 52 Runs. Den zweiten Test in Wellington verlor es mit einem Innings und zwölf Runs, nachdem die ersten beiden Tage aufgrund Regens nicht gespielt werden konnten. Der dritte Test wurde nach dem Terroranschlag auf zwei Moscheen in Christchurch, dem die Mannschaft nur knapp entging, abgesagt.
Bangladesch gewann sein erstes ODI-Endspiel am 17. Mai 2019 in Dublin, nachdem es die West Indies im Finale der Tri Nations mit fünf Wickets besiegt hatte (nach der DLS Method). Bangladesch erreichte mit zwei Vorrundensiegen über die West Indies und einem Sieg über Irland das Finale. Obwohl Bangladesch den Cricket World Cup 2019 in England mit hohen Erwartungen anging, belegte es nach nur drei Siegen (gegen Südafrika, die West Indies und Afghanistan) in neun Spielen in der Gruppenphase den achten Tabellenplatz, wodurch es das Halbfinale verpasste.

### Etablierung im internationalen Cricket

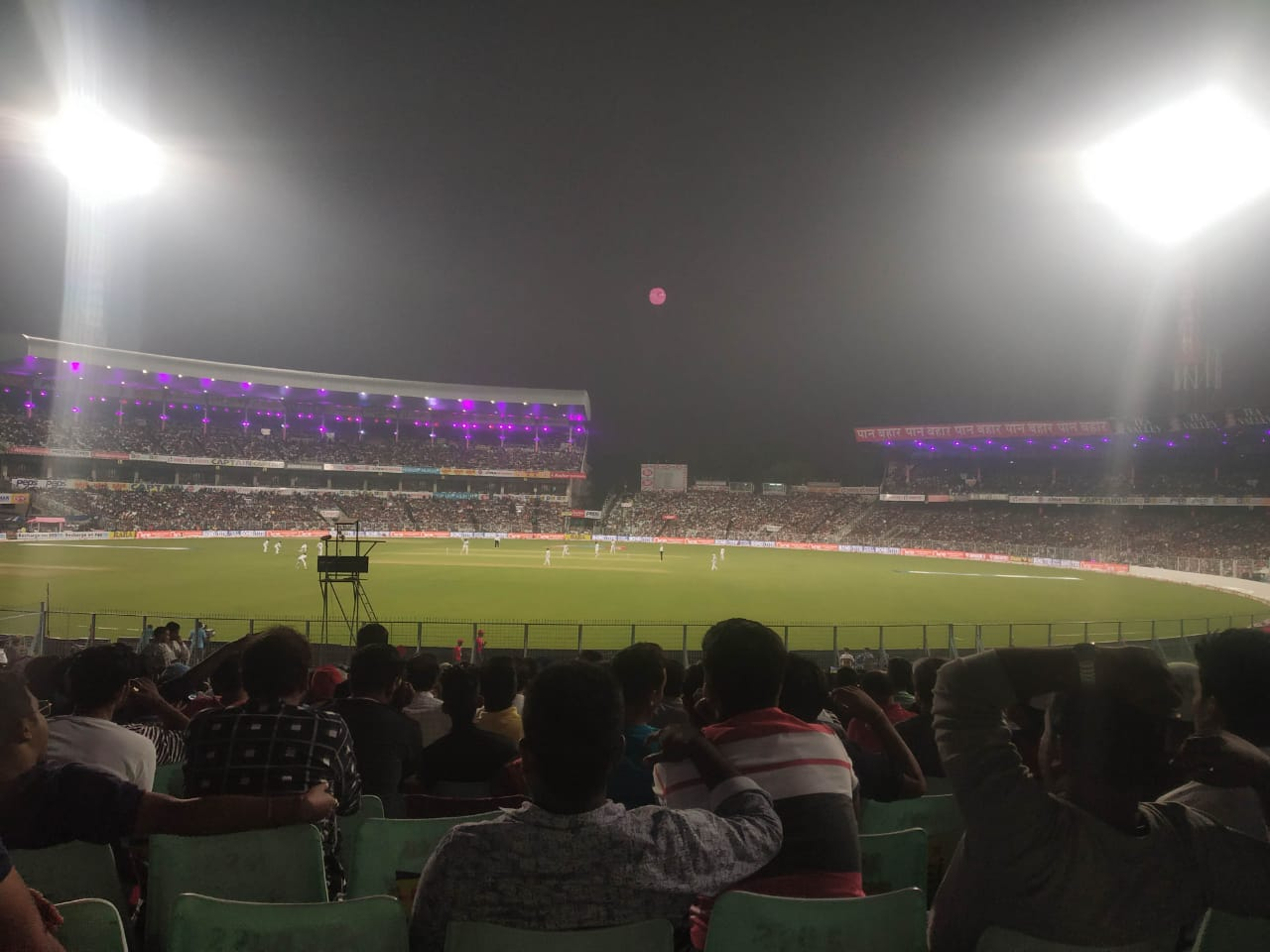
Bangladesch bestritt im November 2019 seinen ersten Tag/Nacht-Test gegen Indien im Eden Gardens

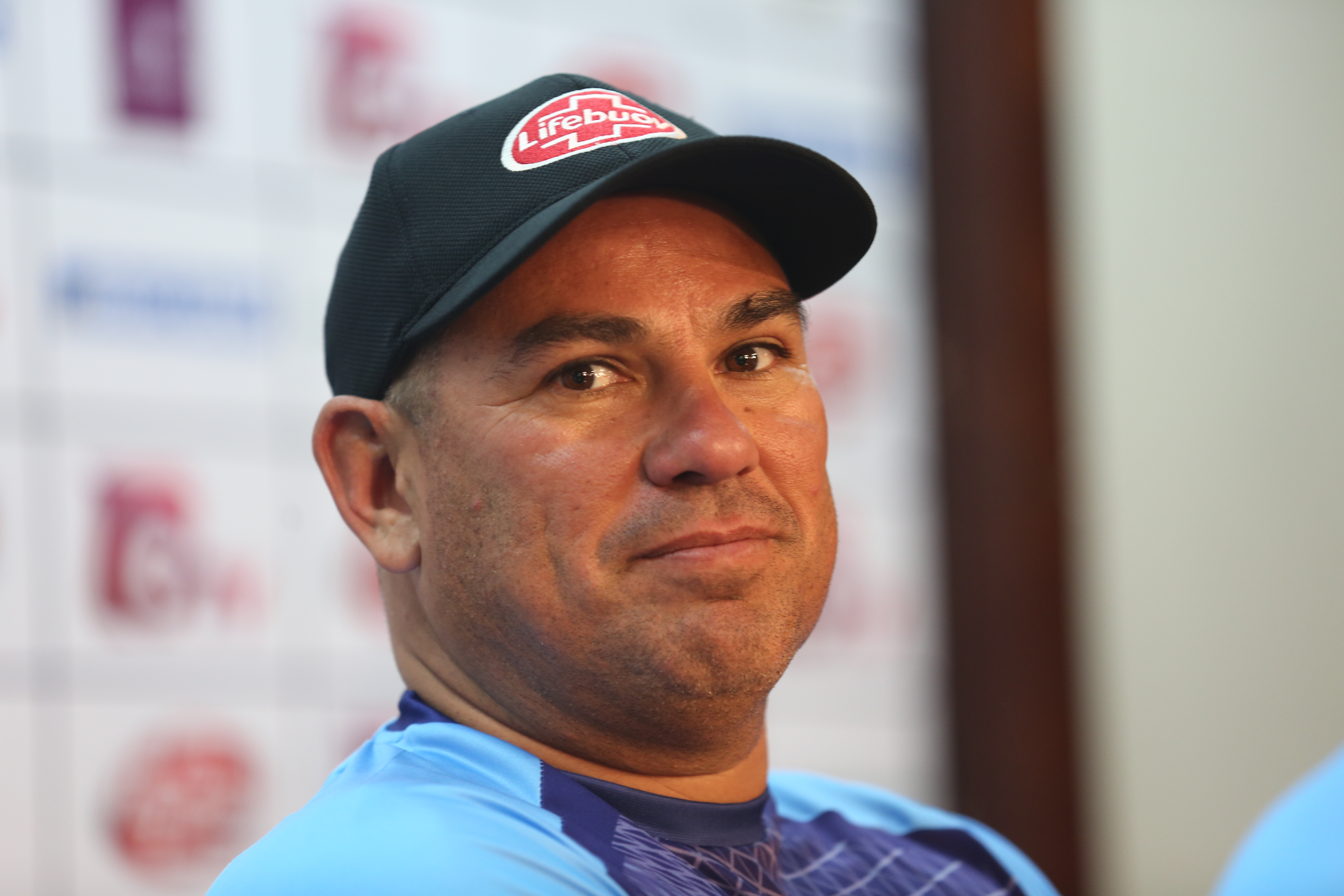
Der Südafrikaner Russell Domingo war zwischen 2019 und 2022 Bangladeschs Nationaltrainer

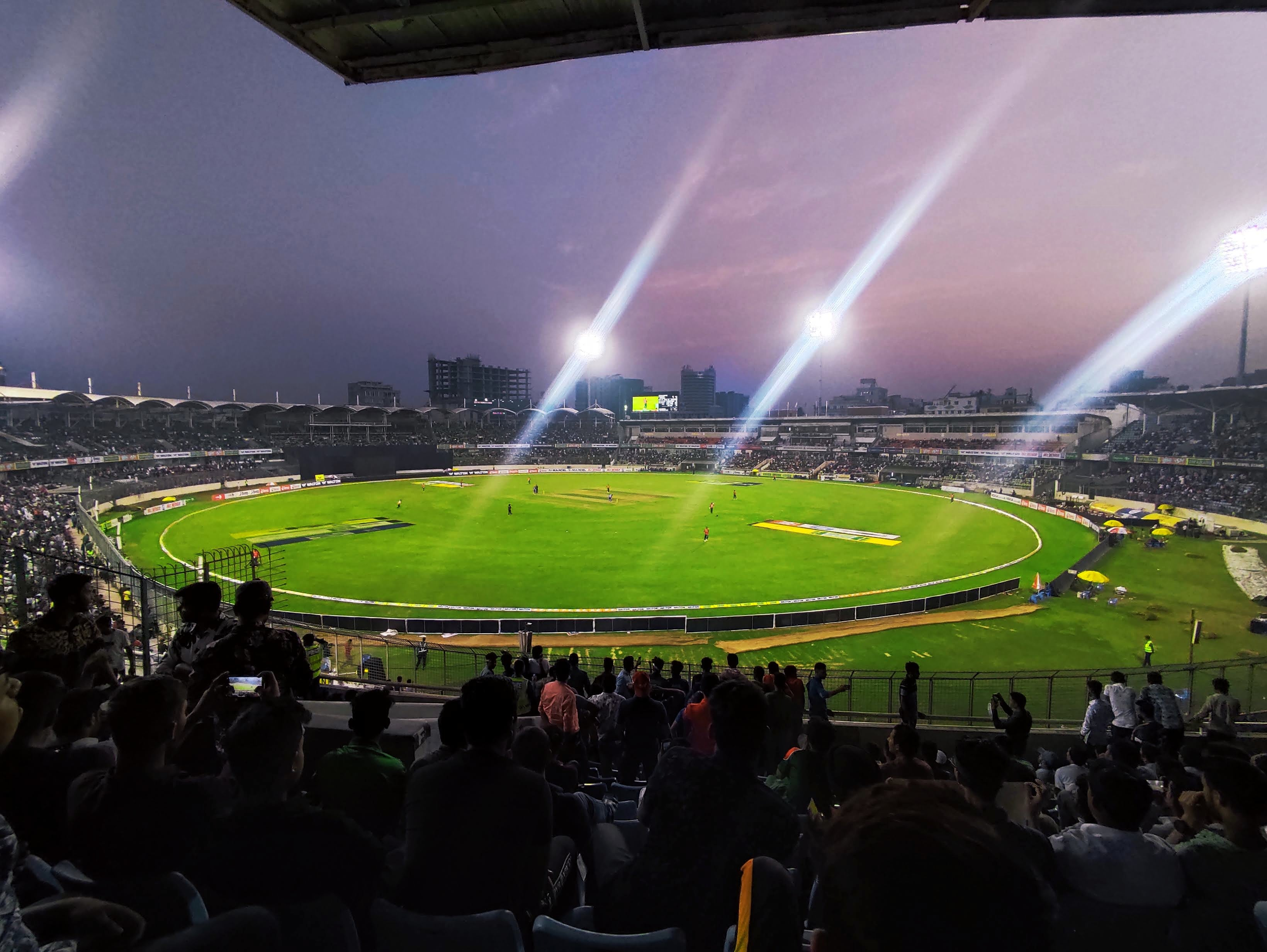
T20I zwischen Bangladesch und Afghanistan in Dhaka, 2022

Bangladesch verlor den ersten Test im September 2019 in Chittagong gegen Afghanistan, erreichte jedoch das Finale der Tri Nations, an der neben dem Gastgeber auch Afghanistan und Simbabwe teilnahmen, indem es drei der vier Gruppenspiele gewann. Das Finale gegen Afghanistan musste jedoch wegen Regens abgesagt werden. Im Oktober und November besuchte Bangladesch für drei T20Is und zwei Tests Indien. Die Tests waren Teil der ersten ICC World Test Championship 2019–2021. Wenige Tage vor Tourbeginn sperrte der ICC Bangladeschs Test- und T20I-Kapitän Shakib Al Hasan für zwei Jahre, nachdem er das ICC Code of Conduct bezüglich ungemeldeten Kontaktes zu Buchmachern missachtet hatte. Daraufhin wurden Mominul Haque zum Test- und Mahmudullah zum T20I-Kapitän ernannt. Bangladesch gewann das erste T20I in Delhi mit sieben Wickets, verlor jedoch die beiden anderen Spiele mit acht Wickets bzw. 30 Runs. Beide Tests gingen jeweils mit Innings verloren, nachdem die Batter keinen durchschlagenden Erfolg gehabt hatten. Der zweite Test war der erste Tag/Nacht-Test zwischen den beiden Mannschaften. Im Februar 2020 besuchte Simbabwe Bangladesch für eine vollständige Tour und der Gastgeber gewann den einzigen Test mit einem Innings und 106 Runs; dies war Bangladeschs zweiter Testsieg mit einem Innings. Bangladesch gewann die ODI-Serie mit 3–0 und Mortaza verzeichnete im dritten Spiel der Serie seinen 50. ODI-Sieg als Kapitän.
Im Januar 2021 bestritt Bangladesch gegen die West Indies seine erste internationale Serie seit der weltweiten COVID-19-Pandemie. Die ODIs waren Teil der ersten ICC Cricket World Cup Super League 2020–2023. Bangladesch gewann die ODI-Serie mit 3–0. Die beiden Test Matches gehörten zur ersten ICC World Test Championship 2019–2021. Die West Indies gewannen das erste Test Match mit drei Wickets, nachdem sie 395 Runs erfolgreich gejagt hatten, die bisher höchste erfolgreiche Aufholjagd in Asien und die fünfthöchste im Test Cricket. Die Gäste gewannen auch den zweiten Test mit 17 Runs, der erste whitewash Bangladeschs daheim im Test Cricket seit 2012/13. Im März 2021 unternahm Bangladesch eine Neuseelandtour für drei ODIs und genauso viele T20Is; es verlor jedoch beide Serien mit 0–3. Im darauf folgenden Monat besuchte Bangladesch Sri Lanka für zwei Test Matches. Der erste Test endete in einem Remis mit hohem Ergebnis, wodurch Bangladesch seine ersten Tabellenpunkte in der World Test Championship verbuchen konnte. Bangladesch verlor jedoch den zweiten Test mit 209 Runs und damit die Testserie mit 0–1. Einen Monat später empfing Bangladesch Sri Lanka für drei ODIs. Bangladesch gewann das erste Spiel mit 33 Runs und das zweite mit 103 Runs, wodurch es erstmals eine ODI-Serie gegen Sri Lanka gewann. Das dritte ODI endete jedoch in einer 97 Runs-Niederlage.
Im Juli 2021 besuchte Bangladesch Simbabwe für einen Test, drei ODIs und fünf T20Is. Bangladesch erzielte einen deutlichen Sieg mit 220 Runs im Test Match, nachdem Mehidy Hasan Miraz im ersten Innings fünf Wickets und im zweiten Innings vier Wickets genommen hatte. In dem Spiel erzielten auch drei Batter Centuries: Mahmudullah, Shadman Islam und Najmul Hossain Shanto; Mahmudullah war der beste Batter mit 150 Runs ohne den Verlust seines Wickets. Bangladesch gewann die ODI-Serie mit 3–0, womit es erstmals seit 2009 eine Auswärtsserie mit einem whitewash gewann. Im ersten ODI besiegte das Team Simbabwe mit 155 Runs, während Shakib Al Hasan mit seinem 270. Wicket der beste Wicket-Nehmer Bangladeschs in ODIs wurde. Die beiden anderen ODIs gewann es mit drei bzw. fünf Wickets. Das erste T20I der T20I-Serie war das 100. Match in diesem Format für Bangladesch, das es mit acht Wickets gewann, womit das Team nach Australien und Pakistan die erst dritte Mannschaft wurde, die ihr 100. Spiel in allen drei Formen gewinnen konnte. Nachdem es jedoch das zweite Spiel verloren und das dritte gewonnen hatte, entschied das Team die Serie mit 2–1 für sich. Damit gewann Bangladesch erstmals eine Tour in allen drei Formaten des Crickets (Test, ODI und T20I).
Im August 2021 besuchte Australien Bangladesch für fünf T20Is. Im ersten Spiel gelang Bangladesch der erste Sieg gegen Australien in diesem Format mit 23 Runs. Ebenso gewann Bangladesch die beiden darauf folgenden Spiele mit fünf Wickets bzw. zehn Runs, womit es die Serie bereits für sich entschied. Es war dies das erste Mal, dass Bangladesch Australien in aufeinanderfolgenden Spielen bezwingen konnte und seine erste T20I-Serie gegen diesen Gegner gewann. Das Team verlor jedoch das vierte T20I mit drei Wickets. Das fünfte und letzte T20I gewann es mit 60 Runs, nachdem es den Gegner für 62 Runs ausgebowlt hatte, das niedrigste Ergebnis, das bisher gegen Bangladesch erzielt wurde. Anschließend besuchte Neuseeland Bangladesch für dieselbe Anzahl T20Is. Im ersten Spiel bowlte Bangladesch Neuseeland für nur 60 Runs aus, wodurch der Rekord des niedrigsten Ergebnisses gegen Bangladesch unterboten wurde; es war dies ebenso der erste T20I-Sieg Bangladeschs gegen diesen Gegner. Das Team gewann auch diese Serie schließlich mit 3–2, womit es seine erste T20I-Serie gegen Neuseeland gewann.
Der T20 World Cup 2021 in Oman und den Vereinigten Arabischen Emiraten begann für Bangladesch in der Vorrunde mit einer überraschenden Niederlage gegen das assoziierte Mitglied Schottland mit sechs Runs. Danach gelangen jedoch Siege gegen die anderen beiden assoziierten Mitglieder der Gruppe – Oman und Papua-Neuguinea – womit es die Super 12 erreichte. Dort unterlagen die Bangladescher jedoch in all ihren Spielen Sri Lanka, England, die West Indies, Südafrika und Australien, wodurch sie den letzten Tabellenplatz bekleideten. In der Super 12 des T20 World Cup 2022 in Australien gewann Bangladesch gegen die Niederland und Simbabwe, während die Spiele gegen Südafrika, Indien und Pakistan in Niederlagen endeten, womit das Team aus dem Turnier ausschied. Beim Asia Cup 2023 in Pakistan und Sri Lanka erreichte das Team die Super 4, unterlag dort jedoch den beiden Gastgebern, woraufhin ein Trostsieg gegen den späteren Sieger Indien gelang. Die Vorrunde des Cricket World Cup 2023 in Indien verlief ebenfalls enttäuschend und den Bangladeschern gelangen lediglich Siege gegen Afghanistan und Sri Lanka, während sie England, Neuseeland, Indien, Südafrika, den Niederlanden, Pakistan und Australien unterlagen. Als Trostpreis qualifizierten sie sich für die Champions Trophy 2025 in Pakistan. Beim T20 World Cup 2024 in den Vereinigten Staaten und den West Indies gelang dem Team in der Vorrunde der erste Sieg über Sri Lanka in diesem Turnier, wonach es gegen Südafrika verlor und sowohl die Niederlande als auch Nepal besiegte, womit es die Super 8 erreichte. Dort unterlag Bangladesch jedoch Australien, Indien und – erstmals überhaupt – Afghanistan. Bei der Champions Trophy 2025 schied die Mannschaft nach Niederlagen gegen Indien und Neuseeland in der Vorrunde aus, während das letzte Vorrundenspiel gegen Pakistan wegen Regens abgesagt werden musste.

## Organisation

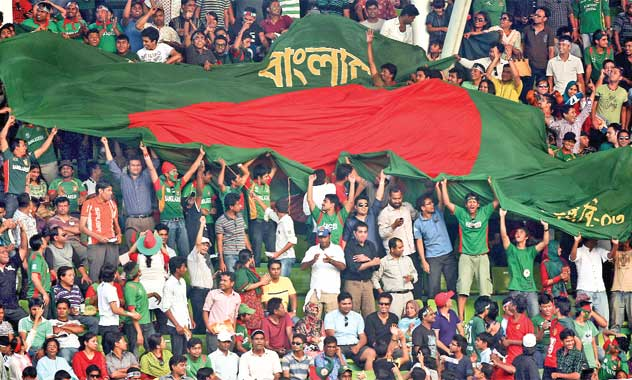
Anhänger der bangladeschischen Cricket-Nationalmannschaft mit der bangladeschischen Flagge während eines Spieles

Das Bangladesh Cricket Board (BCB) wurde 1972 nach der Unabhängigkeit Bangladeschs von Pakistan gegründet und ist verantwortlich für die Organisation des Cricket in Bangladesch. 1977 wurde es als assoziiertes Mitglied in den International Cricket Council (ICC) aufgenommen und 2000 wurde es Vollmitglied des ICC. 1983 war der bangladeschische Verband außerdem Gründungsmitglied der Asian Cricket Conference (ACC; heute Asian Cricket Council).
Das Bangladesh Cricket Board stellt die Bangladesch vertretenen Cricket-Nationalmannschaften, einschließlich der für die Männer, Frauen und Jugend, zusammen. Der Verband ist außerdem verantwortlich für die Durchführung von Test-, ODI- und T20I-Serien gegen andere Nationalmannschaften sowie die Organisation von Heimspielen und -turnieren. Neben der Aufstellung des Teams ist er verantwortlich für den Kartenverkauf, der Gewinnung von Sponsoren und der Vermarktung der Medienrechte.
Kinder und Jugendliche werden bereits in der Schule an den Cricketsport herangeführt und je nach Interesse und Talent beginnt dann die Ausbildung. Wie andere Cricketnationen verfügt Bangladesch über eine U-19-Nationalmannschaft, die an der entsprechenden Weltmeisterschaft teilnimmt. Die zweite Nationalmannschaft Bangladeschs bildet Bangladesh A, deren Spiele über First-Class- bzw. List-A-Status verfügen.

## Trikots

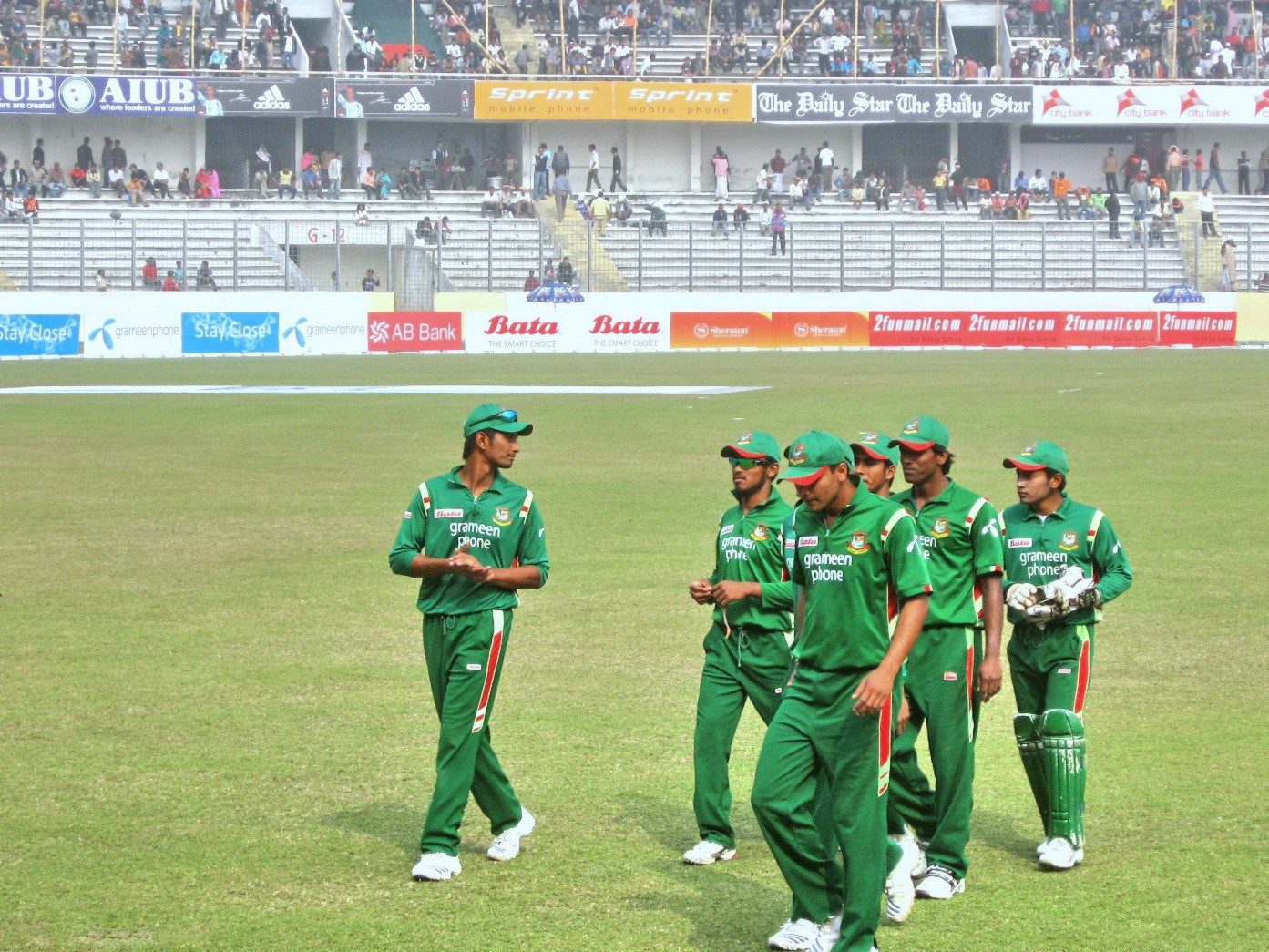
Die bangladeschische Cricket-Nationalmannschaft im Sher-e-Bangla National Cricket Stadium in Dhaka

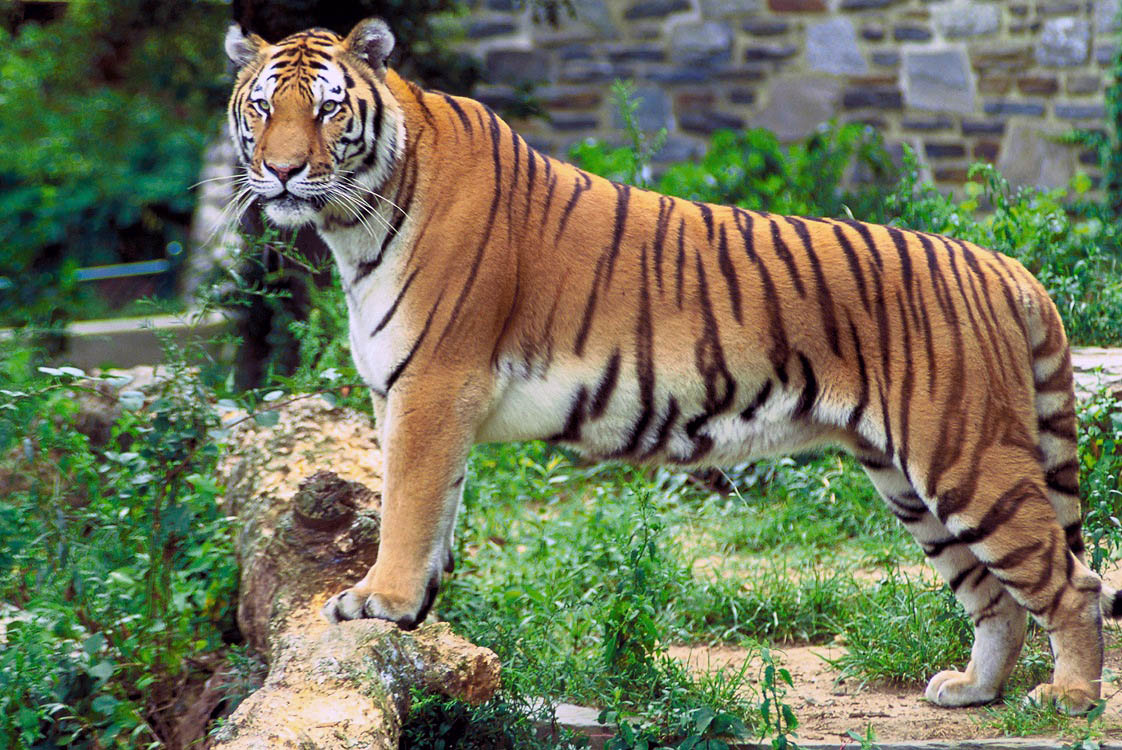
Der Königstiger (Panthera tigris tigris), Bangladeschs Nationaltier und Namensgeber der Nationalmannschaft

Im Test Cricket trägt Bangladesch weiße Cricket-Kleidung mit dem Logo des BCB auf der linken Brust und das Logo des Sponsors auf der rechten Brust. Feldspieler tragen einen dunkelgrünen Hut oder einen weißen Sonnenhut mit breitem Rand. Die Cricket-Helme sind ebenfalls dunkelgrün gehalten. In den kürzeren Cricket-Formen trägt Bangladesch ein grünes Trikot mit rot als Zweitfarbe und dem BCB-Logo auf der Brust, dem Logo des Sponsors in der Mitte und darunter BANGLADESH in roter Schrift. Die Feldspieler tragen eine grüne Baseball-Kappe mit roten Akzenten oder einen grünen Sonnenhut mit breitem Rand. Bei ICC-Turnieren ist das Logo des Sponsors auf dem linken Ärmel. Beim Cricket World Cup 1999 trug Bangladesch ein olivgrünes Trikot mit gelben Akzenten und einem horizontalen Tigerstreifen auf der Brust. Am 6. September 2018 wurde Unilever für den Zeitraum 2018–2020 Bangladeschs Sponsor.
Der Spitzname der bangladeschischen Cricket-Nationalmannschaft ist The Tigers, nach dem Nationaltier Bangladeschs, dem Königstiger. Das Logo des Bangladesh Cricket Board zeigt deshalb einen Tiger.
| Zeitraum               | Trikotausrüster | Trikotsponsor |
| ---------------------- | --------------- | ------------- |
| 1971–1999              | –               | –             |
| Cricket World Cup 1999 | Asics           | Veetee        |
| 2000–2004              | AJ Sports       | Beximco       |
| Cricket World Cup 2003 | AJ Sports       | Mobil 1       |
| 2005–2008              | Ihsan Sports    | Grameenphone  |
| 2009–2011              | Bata            | Grameenphone  |
| 2012–2015              | –               | Sahara        |
| 2015                   | –               | PRAN Frooto   |
| 2016–2017              | BRAC Bank       | Robi          |
| 2018–2020              | BRAC Bank       | Lifebuoy      |
| 2020                   | BRAC Bank       | Akash DTH     |
| 2021–2022              | Akash DTH       | Beximco       |
| 2021–2022              | e-food          | Evaly         |
| 2021–2022              | Hungrynaki      | Daraz         |

## Stadien
Bangladesch verfügt über kein offizielles Heimstadion für seine Nationalmannschaft, sondern bestreitet seine Heimspiele in verschiedenen Stadien Bangladeschs. Die bangladeschische Mannschaft hat bisher auf heimischen Boden acht Stadien für die Austragung von Testspielen verwendet:
| Nr. | Stadion                                | Stadt      | Erstnutzung                                                       |
| --- | -------------------------------------- | ---------- | ----------------------------------------------------------------- |
| 1   | Bangabandhu National Stadium           | Dhaka      | 1. Januar 1955 (als Pakistan) 10. November 2000 (als Bangladesch) |
| 2   | M. A. Aziz Stadium                     | Chittagong | 15. November 2001                                                 |
| 3   | Zahur Ahmed Chowdhury Stadium          | Chittagong | 28. Februar 2006                                                  |
| 4   | Shaheed Chandu Stadium                 | Bogra      | 8. März 2006                                                      |
| 5   | Narayanganj Osmani Stadium             | Fatullah   | 9. April 2006                                                     |
| 6   | Sher-e-Bangla National Cricket Stadium | Dhaka      | 25. Mai 2007                                                      |
| 7   | Khulna Divisional Stadium              | Khulna     | 21. November 2012                                                 |
| 8   | Sylhet International Cricket Stadium   | Sylhet     | 3. November 2018                                                  |

## Internationale Touren
Wie es seit dem Beginn des internationalen Crickets üblich ist, unternimmt die bangladeschische Cricket-Nationalmannschaft zum Teil monatelange Touren ins Ausland, um gegen andere Nationalteams sowie gegen Regionalauswahlen und Cricketclubs anzutreten. Ebenso empfängt man daheim durch Bangladesch tourenden Nationalteams. Im heimischen Sommer ist man entweder Gastgeber oder tourt durch andere Cricketnationen der Nordhemisphäre und im heimischen Winter tourt man durch die Cricketnationen der Südhemisphäre. Dabei spielt Bangladesch im Test Cricket seit 2017 gegen Indien um die Ganguly-Durjoy Trophy.

## Spieler

### Spielerstatistiken
Insgesamt haben für Bangladesch 106 Spieler Tests, 148 Spieler ODIs und 90 Spieler T20Is gespielt. Im Folgenden sind die Spieler aufgeführt, die für die bangladeschische Mannschaft die meisten Runs und Wickets erzielt haben.

#### Runs
| Test                | Test                | Test                | Test                | ODI                 | ODI                 | ODI                 | ODI                 | T20I                | T20I                | T20I                | T20I                |
| Spieler             | Zeitraum            | Tests               | Runs                | Spieler             | Zeitraum            | ODIs                | Runs                | Spieler             | Zeitraum            | T20Is               | Runs                |
| ------------------- | ------------------- | ------------------- | ------------------- | ------------------- | ------------------- | ------------------- | ------------------- | ------------------- | ------------------- | ------------------- | ------------------- |
| Mushfiqur Rahim     | 2005–2024           | 94                  | 6.007               | Tamim Iqbal         | 2007–2023           | 243                 | 8.357               | Shakib Al Hasan     | 2006–2024           | 129                 | 2.551               |
| Tamim Iqbal         | 2008–2023           | 70                  | 5.134               | Mushfiqur Rahim     | 2006–heute          | 274                 | 7.795               | Mahmudullah         | 2007–heute          | 141                 | 2.444               |
| Shakib Al Hasan     | 2007–2024           | 71                  | 4.609               | Shakib Al Hasan     | 2006–2023           | 247                 | 7.570               | Litton Das          | 2015–heute          | 095                 | 2.020               |
| Mominul Haque       | 2013–heute          | 69                  | 4.412               | Mahmudullah         | 2007–heute          | 239                 | 5.689               | Tamim Iqbal         | 2007–2020           | 074                 | 1.701               |
| Habibul Bashar      | 2000–2008           | 50                  | 3.026               | Mohammad Ashraful   | 2001–2013           | 175                 | 3.468               | Mushfiqur Rahim     | 2006–2022           | 102                 | 1.500               |
| Stand: 3. März 2025 | Stand: 3. März 2025 | Stand: 3. März 2025 | Stand: 3. März 2025 | Stand: 3. März 2025 | Stand: 3. März 2025 | Stand: 3. März 2025 | Stand: 3. März 2025 | Stand: 3. März 2025 | Stand: 3. März 2025 | Stand: 3. März 2025 | Stand: 3. März 2025 |

#### Wickets
| Test                | Test                | Test                | Test                | ODI                 | ODI                 | ODI                 | ODI                 | T20I                | T20I                | T20I                | T20I                |
| Spieler             | Zeitraum            | Tests               | Wickets             | Spieler             | Zeitraum            | ODIs                | Wickets             | Spieler             | Zeitraum            | T20Is               | Wickets             |
| ------------------- | ------------------- | ------------------- | ------------------- | ------------------- | ------------------- | ------------------- | ------------------- | ------------------- | ------------------- | ------------------- | ------------------- |
| Shakib Al Hasan     | 2007–2024           | 71                  | 246                 | Shakib Al Hasan     | 2006–2023           | 247                 | 317                 | Shakib Al Hasan     | 2006–2024           | 129                 | 149                 |
| Taijul Islam        | 2014–heute          | 51                  | 217                 | Mashrafe Mortaza    | 2001–2020           | 218                 | 269                 | Mustafizur Rahman   | 2015–heute          | 106                 | 132                 |
| Mehidy Hasan Miraz  | 2016–heute          | 51                  | 190                 | Abdur Razzak        | 2004–2014           | 153                 | 207                 | Taskin Ahmed        | 2014–heute          | 073                 | 082                 |
| Mohammad Rafique    | 2000–2008           | 33                  | 100                 | Mustafizur Rahman   | 2015–heute          | 109                 | 174                 | Shoriful Islam      | 2021–heute          | 042                 | 046                 |
| Mashrafe Mortaza    | 2001–2009           | 36                  | 078                 | Rubel Hossain       | 2009–2021           | 104                 | 129                 | Mahedi Hasan        | 2018–heute          | 054                 | 046                 |
| Stand: 3. März 2025 | Stand: 3. März 2025 | Stand: 3. März 2025 | Stand: 3. März 2025 | Stand: 3. März 2025 | Stand: 3. März 2025 | Stand: 3. März 2025 | Stand: 3. März 2025 | Stand: 3. März 2025 | Stand: 3. März 2025 | Stand: 3. März 2025 | Stand: 3. März 2025 |

### Mannschaftskapitäne
Bisher haben insgesamt 14 Spieler als Kapitän für Bangladesch bei einem Testmatch fungiert, 17 für ein ODI und elf für ein T20I.
| Test | Test                  | Test       | ODI                   | ODI        | T20I                  | T20I       |
| Nr.  | Name                  | Zeitraum   | Name                  | Zeitraum   | Name                  | Zeitraum   |
| ---- | --------------------- | ---------- | --------------------- | ---------- | --------------------- | ---------- |
| 1    | Naimur Rahman         | 2000–2001  | Gazi Ashraf           | 1986–1990  | Shahriar Nafees       | 2006       |
| 2    | Khaled Mashud         | 2001–2004  | Minhajul Abedin       | 1990       | Mohammad Ashraful     | 2007–2009  |
| 3    | Khaled Mahmud         | 2003       | Akram Khan            | 1995–1998  | Shakib Al Hasan       | 2009–2023  |
| 4    | Habibul Bashar        | 2004–2007  | Aminul Islam          | 1998–2000  | Mushfiqur Rahim       | 2011–2014  |
| 5    | Mohammad Ashraful     | 2007–2009  | Naimur Rahman         | 2000–2001  | Mashrafe Mortaza      | 2014–2017  |
| 6    | Mashrafe Mortaza      | 2009       | Khaled Mashud         | 2001–2006  | Mahmudullah           | 2018–2022  |
| 7    | Shakib Al Hasan       | 2009–2023  | Khaled Mahmud         | 2003       | Litton Das            | 2021–heute |
| 8    | Mushfiqur Rahim       | 2011–2017  | Habibul Bashar        | 2004–2007  | Nurul Hasan           | 2022       |
| 9    | Tamim Iqbal           | 2017       | Rajin Saleh           | 2004       | Mosaddek Hossain      | 2022       |
| 10   | Mahmudullah           | 2018–2019  | Mohammad Ashraful     | 2007–2009  | Saif Hassan           | 2023       |
| 11   | Mominul Haque         | 2019–2022  | Shakib Al Hasan       | 2009–2023  | Najmul Hossain Shanto | 2023–2024  |
| 12   | Litton Das            | 2023       | Mashrafe Mortaza      | 2010–2020  |                       |            |
| 13   | Najmul Hossain Shanto | 2023–2024  | Mushfiqur Rahim       | 2011–2014  |                       |            |
| 14   | Mehidy Hasan Miraz    | 2024–heute | Tamim Iqbal           | 2019–2023  |                       |            |
| 15   |                       |            | Litton Das            | 2022–2023  |                       |            |
| 16   |                       |            | Najmul Hossain Shanto | 2023–heute |                       |            |
| 17   |                       |            | Mehidy Hasan Miraz    | 2024       |                       |            |

## Bilanz
Die Mannschaft hat die folgenden Bilanzen gegen die anderen Vollmitglieder des ICC im Test-, ODI- und T20I-Cricket (Stand: 3. März 2025).
| Gegner      | Tests | Tests | Tests | Tests | Tests | ODIs | ODIs | ODIs | ODIs | ODIs | T20Is | T20Is | T20Is | T20Is | T20Is |
| Gegner      | Sp.   | S     | U     | N     | R     | Sp.  | S    | U    | N    | NR   | Sp.   | S     | U     | N     | NR    |
| ----------- | ----- | ----- | ----- | ----- | ----- | ---- | ---- | ---- | ---- | ---- | ----- | ----- | ----- | ----- | ----- |
| Afghanistan | 2     | 1     | 0     | 1     | 0     | 19   | 11   | 0    | 8    | 0    | 12    | 5     | 0     | 7     | 0     |
| Australien  | 6     | 1     | 0     | 5     | 0     | 22   | 1    | 0    | 20   | 1    | 11    | 4     | 0     | 7     | 0     |
| England     | 10    | 1     | 0     | 9     | 0     | 25   | 5    | 0    | 20   | 0    | 4     | 3     | 0     | 1     | 0     |
| Indien      | 15    | 0     | 0     | 13    | 2     | 42   | 8    | 0    | 33   | 1    | 17    | 1     | 0     | 16    | 0     |
| Irland      | 1     | 1     | 0     | 0     | 0     | 16   | 11   | 0    | 2    | 3    | 8     | 5     | 0     | 2     | 1     |
| Neuseeland  | 19    | 2     | 0     | 14    | 3     | 46   | 11   | 0    | 34   | 1    | 20    | 4     | 0     | 15    | 1     |
| Pakistan    | 15    | 2     | 0     | 12    | 1     | 39   | 5    | 0    | 34   | 0    | 19    | 3     | 0     | 16    | 0     |
| Simbabwe    | 18    | 8     | 0     | 7     | 3     | 81   | 51   | 0    | 30   | 0    | 25    | 17    | 0     | 8     | 0     |
| Sri Lanka   | 26    | 1     | 0     | 20    | 5     | 57   | 12   | 0    | 43   | 2    | 17    | 6     | 0     | 11    | 0     |
| Südafrika   | 16    | 0     | 0     | 14    | 2     | 25   | 6    | 0    | 19   | 0    | 9     | 0     | 0     | 9     | 0     |
| West Indies | 22    | 5     | 0     | 15    | 2     | 47   | 21   | 0    | 24   | 2    | 19    | 8     | 0     | 9     | 2     |

## Internationale Turniere

### World Test Championship
- 2019–2021: 9. Platz
- 2021–2023: 9. Platz
- 2023–2025: 7. Platz
- 2025–2027: qualifiziert

### Cricket World Cup
- 1975: nicht qualifiziert
- 1979: nicht qualifiziert (Qualifikation)
- 1983: nicht qualifiziert (Qualifikation)
- 1987: nicht qualifiziert (Qualifikation)
- 1992: nicht qualifiziert (Qualifikation)
- 1996: nicht qualifiziert (Qualifikation)
- 1999: Vorrunde (Qualifikation)
- 2003: Vorrunde
- 2007: Super 8
- 2011: Vorrunde
- 2015: Viertelfinale
- 2019: Vorrunde
- 2023: Vorrunde
- 2027: noch ausstehend
- 2031: noch ausstehend

### Champions Trophy
- 1998: nicht qualifiziert
- 2000: Vorqualifikation
- 2002: Vorrunde
- 2004: Vorrunde
- 2006: Vorrunde
- 2009: nicht qualifiziert
- 2013: nicht qualifiziert
- 2017: Halbfinale
- 2025: Vorrunde
- 2029: noch ausstehend

### T20 World Cup
- 2007: Super 8
- 2009: Vorrunde
- 2010: Vorrunde
- 2012: Vorrunde
- 2014: Super 10
- 2016: Super 10
- 2021: Super 12
- 2022: Super 12
- 2024: Super 8
- 2026: qualifiziert
- 2028: noch ausstehend
- 2030: noch ausstehend

### Asia Cup
- 1984: nicht qualifiziert
- 1986: Vorrunde
- 1988: Vorrunde
- 1990–91: Vorrunde
- 1993: Turnier abgesagt
- 1995: Vorrunde
- 1997: Vorrunde
- 2000: Vorrunde
- 2004: Super 4
- 2008: Super 4
- 2010: Vorrunde
- 2012: 2. Platz
- 2014: Vorrunde
- 2016: 2. Platz
- 2018: 2. Platz
- 2022: Vorrunde
- 2023: Super 4
- 2025: qualifiziert